# 宝塚古墳 (松阪市)
宝塚古墳（たからづかこふん）は、三重県松阪市宝塚町・光町にある古墳2基（宝塚1号墳・宝塚2号墳）の総称。宝塚古墳群を構成する古墳の2つ。国の史跡に指定され、1号墳の出土埴輪は国宝に指定されている。

## 概要
三重県中部、松阪市街地から南方約3キロメートル、阪内川右岸の低丘陵地（南北1キロメートル・東西1.25キロメートル）上に築造された古墳2基の総称である。一帯では1号墳を盟主墳とする少なくとも88基の古墳が確認されており、これらは宝塚古墳群として認知されたが、1号墳・2号墳のほかに4号墳が現存する以外は戦中・戦後の開墾・宅地開発で消滅している。「宝塚」の古墳名は、昭和初期の鈴木敏雄の分布調査における村人からの聞き取り調査による。1998-2003年度（平成10-15年度）に松阪市教育委員会による発掘調査が実施されている。
1号墳・2号墳は、それぞれ当時の伊勢地方を代表する大型前方後円墳・帆立貝形古墳で、古墳時代中期の5世紀初頭・5世紀前半頃の築造と推定され、相前後する首長墓に位置づけられる。特に1号墳では多量の円筒埴輪の樹立が認められるとともに、出島状施設（造出の類型）の全面的発掘調査が実施されて多種多様な形象埴輪の製作も認められており、築造にはヤマト王権からの後援が想定される。その背景として、ヤマト王権の外港とみられる近隣の古代港の的潟（まとかた）との関連が注目されており、同様の様相を示す古墳として三河湾沿岸部の正法寺古墳（愛知県西尾市）も知られることから、これらの地が海上交通の拠点として王権から重要視された様子が示唆される。出島状施設の調査によって当時の古墳祭祀が解明されたとともに、ヤマト王権による東国支配の進展を考察する上でも重要な要素を担う古墳になる。
1号墳・2号墳の古墳域は1932年（昭和7年）に国の史跡に指定されているほか、1号墳の出土品は2024年（令和6年）に国宝に指定されている。現在の古墳域は史跡整備の上で宝塚古墳公園として公開されている。

## 遺跡歴
- 昭和初期、鈴木敏雄による古墳分布調査。1号墳を含む古墳計88基の報告（『飯南郡花岡村考古誌考』）[1][3]。
- 1932年（昭和7年）4月25日、1号墳・2号墳の古墳域が国の史跡に指定[6][3]。
- 1970-1971年（昭和45-46年）、1号墳・2号墳の測量調査（三重大学歴史研究会原始古代史部会）。
- 1978年（昭和53年）9月18日、史跡範囲の追加指定（2号墳が円墳でなく帆立貝形古墳と判明したため、前方部の指定地外部分を追加指定）[6]。
- 1998-2000年度（平成10-12年度）、1号墳の発掘調査（松阪市教育委員会）[8][3]。
- 2001-2003年度（平成13-15年度）、2号墳の発掘調査（松阪市教育委員会）[3]。
- 2005年（平成17年）4月27日、宝塚古墳公園開園[9]。
- 2006年（平成18年）6月9日、1号墳出土品が国の重要文化財に指定[7]。
- 2024年（令和6年）8月27日、1号墳出土埴輪が国宝に指定。

## 1号墳
宝塚1号墳は、宝塚古墳群の主墳。形状は前方後円墳。1998-2000年度（平成10-12年度）に松阪市教育委員会による発掘調査が実施されている。

### 概要
墳形は前方後円形で、前方部を東方に向ける。墳丘は3段築成。墳丘長は111メートルを測り、伊勢地方では最大、三重県では第4位の規模になる。墳丘外表では葺石・埴輪が確認されている。墳丘北側には出島状施設（造出の類型）が付され、発掘調査ではその全面調査が実施されているが、特に多種多様な形象埴輪が出土した点が特筆される。埋葬施設は未調査のため明らかでない。
築造時期は、古墳時代中期の5世紀初頭頃と推定される。被葬者は明らかでないが、当地の豪族の飯高氏祖とされる乙加豆知命（おとかずちのみこと、『皇太神宮儀式帳』等に見える人物）に比定する伝承がある。当時の伊勢地方では突出する規模・内容の古墳になるが、埴輪には在地的要素と外来的要素の併存が認められるため、被葬者像としてはヤマト王権から伊勢の支配を移譲された在地系有力者と想定される。宝塚1号墳と同様の様相の古墳として、伊勢湾対岸における西三河最大の正法寺古墳（愛知県西尾市、墳丘長90メートルの前方後円墳、5世紀前半）においても、3段築成の墳丘、やや短小な前方部、葺石、円筒埴輪・形象埴輪の本格的な採用、島状遺構が認められており、両古墳がヤマト王権による海路確保を背景として築造された様子が示唆される。

### 墳丘
墳丘の規模は次の通り。
- 墳丘長：111メートル
- 後円部 - 3段築成。
  - 直径：75メートル
  - 高さ：10メートル（出島状施設裾から）
- 前方部 - 3段築成。
  - 幅：66メートル
  - 高さ：8.1メートル（出島状施設裾から）

築造企画としては、1尋を154センチメートルとする小尋が基準尺として想定される。墳丘1段目は北側のみで確認されているが、南側については当初から存在しなかったとする説と、後世の消失とする説が挙げられている。前者の場合、墳丘北側には出島状施設も伴うことから、北面が正面観とされた可能性が指摘される。

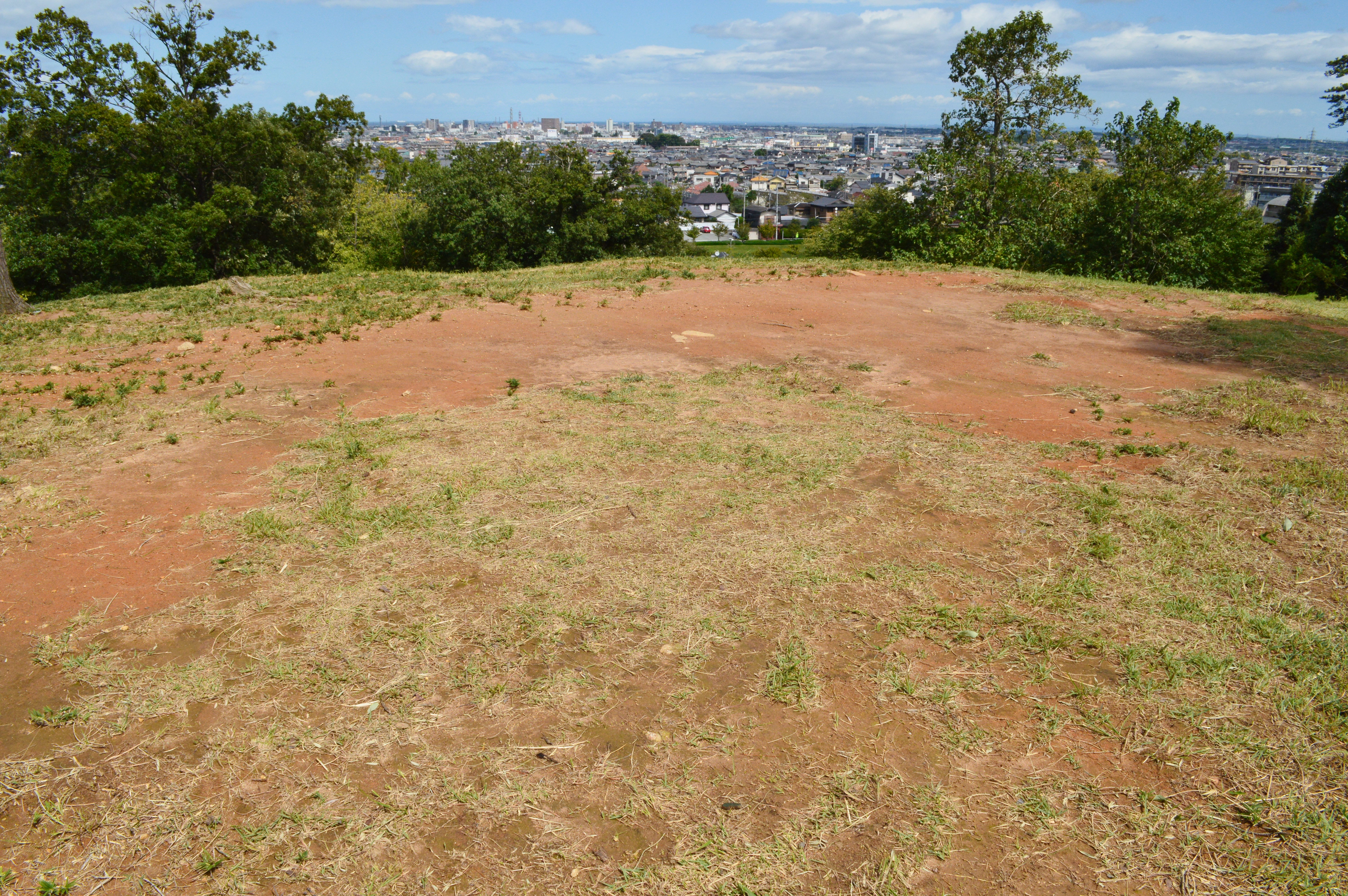
後円部墳頂
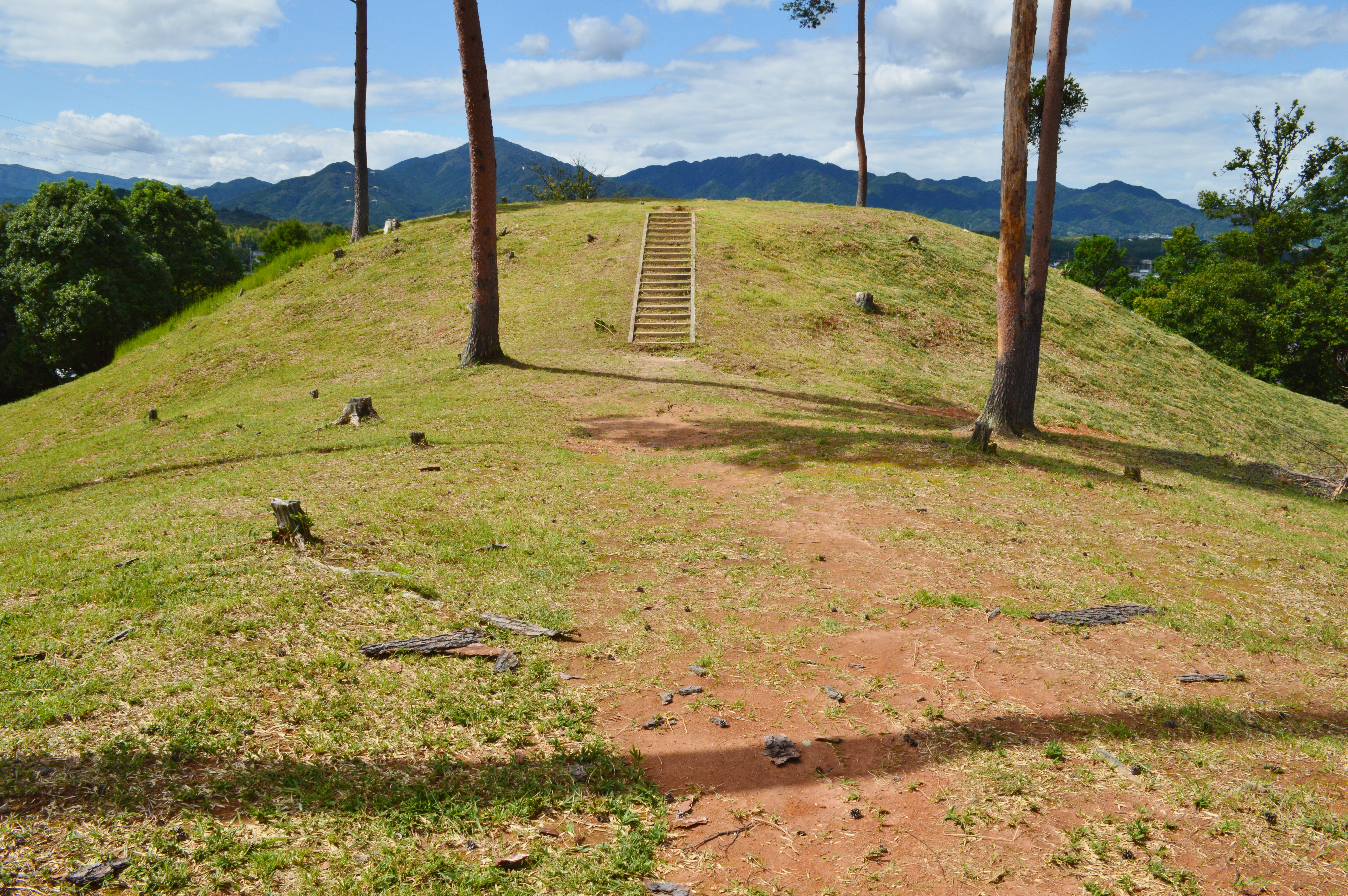
後円部（前方部から望む）
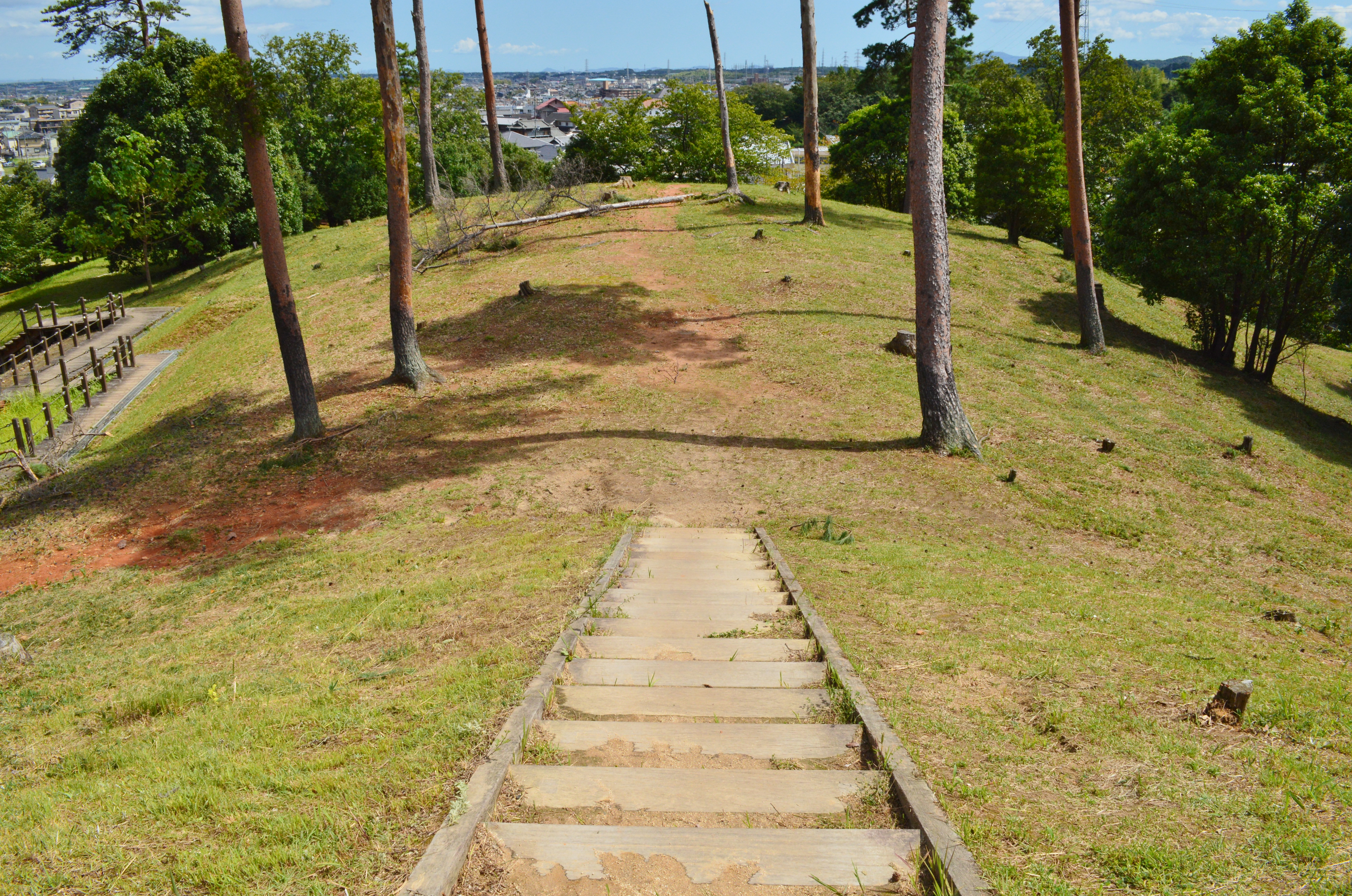
前方部（後円部から望む）

### 埋葬施設
埋葬施設は、発掘調査が実施されていないため明らかでない。ただしレーザー探査によれば、後円部墳頂下1.2メートルにおいて、南北方向を主軸とする全長約7メートルの粘土槨の存在が推定される。
そのほか、前方部墳丘上では家形埴輪が出土しているが、この地点にも埋葬施設が存在した可能性が指摘される（類例に島の山古墳（奈良県磯城郡川西町））。また出島状施設の南西裾において、盾形埴輪を用いた埴輪棺とみられる埋納が認められている。この埴輪棺は葺石を壊して設置されており、葺石施工時以降のものになる。

### 出島状施設

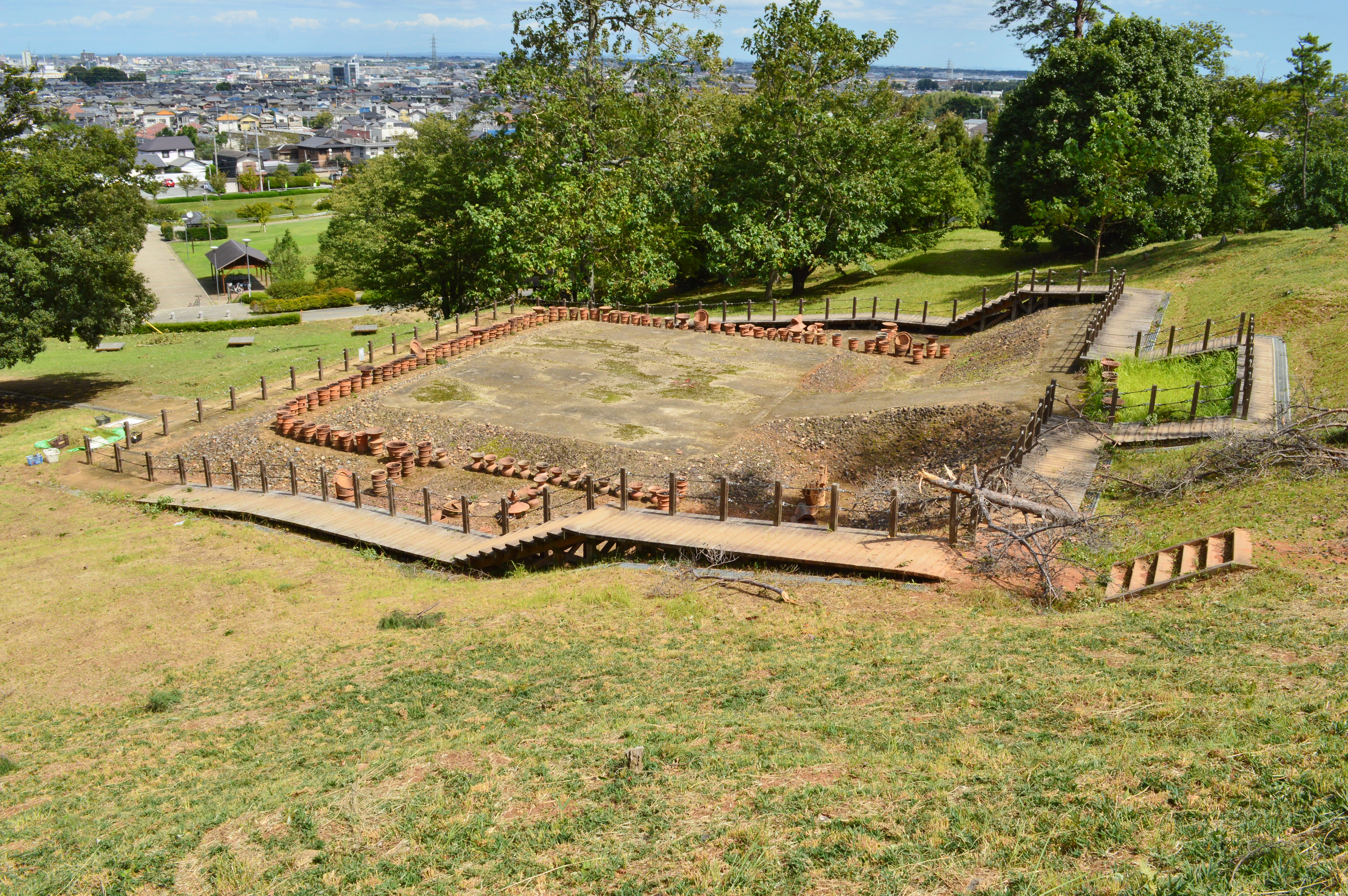
出島状施設後円部から望む。右は主墳丘前方部。

主墳丘の北側では、付帯施設として出島状施設が認められる。この出島状施設は造出の類型になる付帯祭祀施設とされるが、主墳丘に直接取り付く造出とは異なり、主墳丘から離れて位置し土橋で連結されるもので、類例としては巣山古墳（奈良県北葛城郡広陵町）が知られる。宝塚1号墳の築造時点では既に造出・島状施設とも成立しており、出島状施設が採用された背景は必ずしも詳らかでないが、一説には文字通り島として海をイメージした可能性が指摘される。この出島状施設については、これまでに全面的に発掘調査が実施されている。
発掘調査によれば、出島状施設はくびれ部前方部側から北方に位置し土橋で連結される。2段築成で、1段目は東西18メートル・南北16メートル、上段は東西13メートル・南北10メートルを測り、上段は主墳丘の2段目に対応する。施設上面については後世の削平のため築造当時の様相が明らかでないが、施設裾部については原位置を留める多数の埴輪が出土している。それによれば、出島状施設の東裾には導水施設型囲形埴輪・家形埴輪を中心とした一群、西裾には湧水施設型囲形埴輪2点を中心とした一群が配され、土橋の東西裾部には船形埴輪1点ずつが配されていた。現在、この出島状施設は実物大で再現されている。

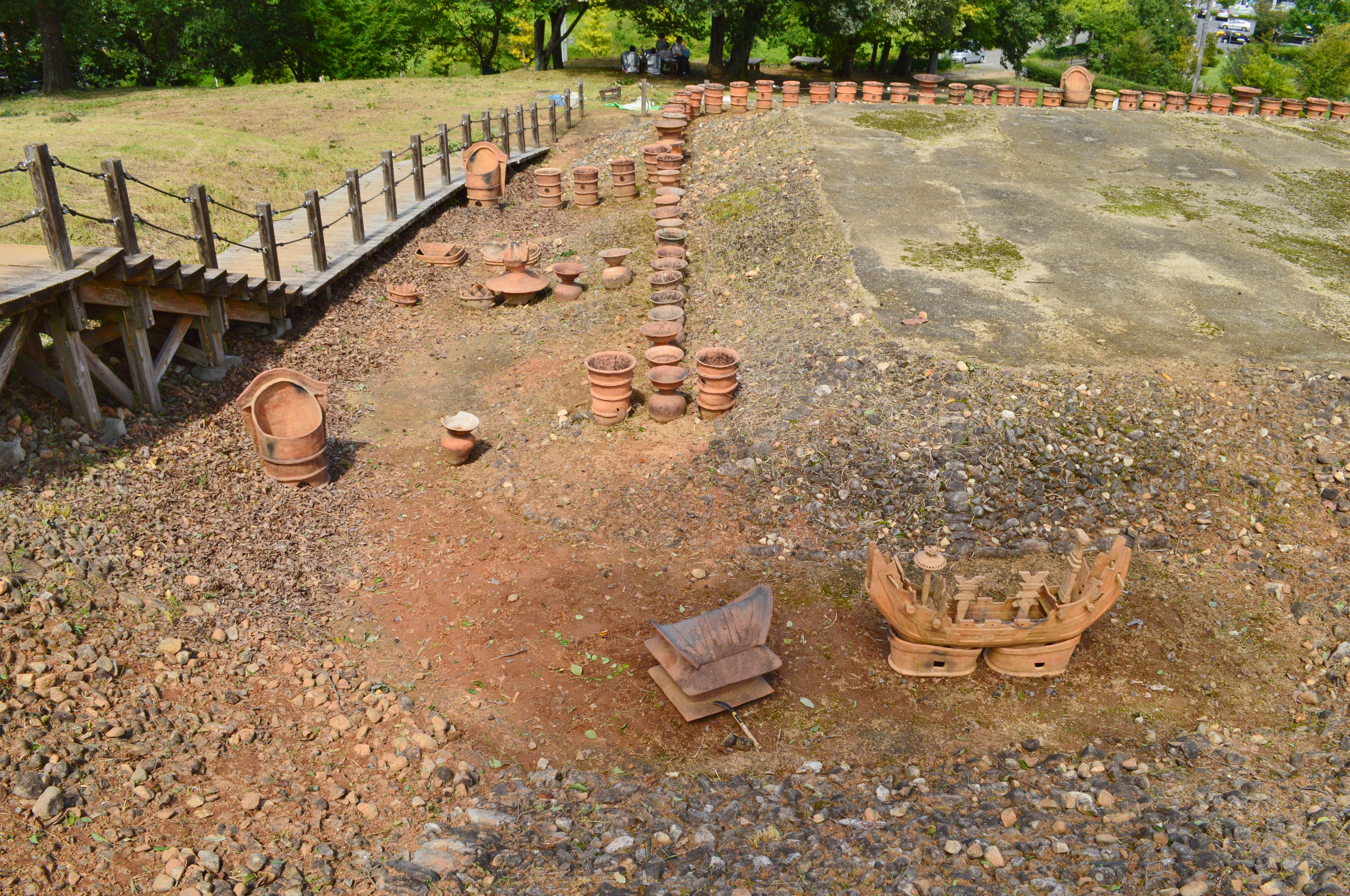
西裾部 手前に船形埴輪（1号船）、奥に湧水系囲形埴輪。
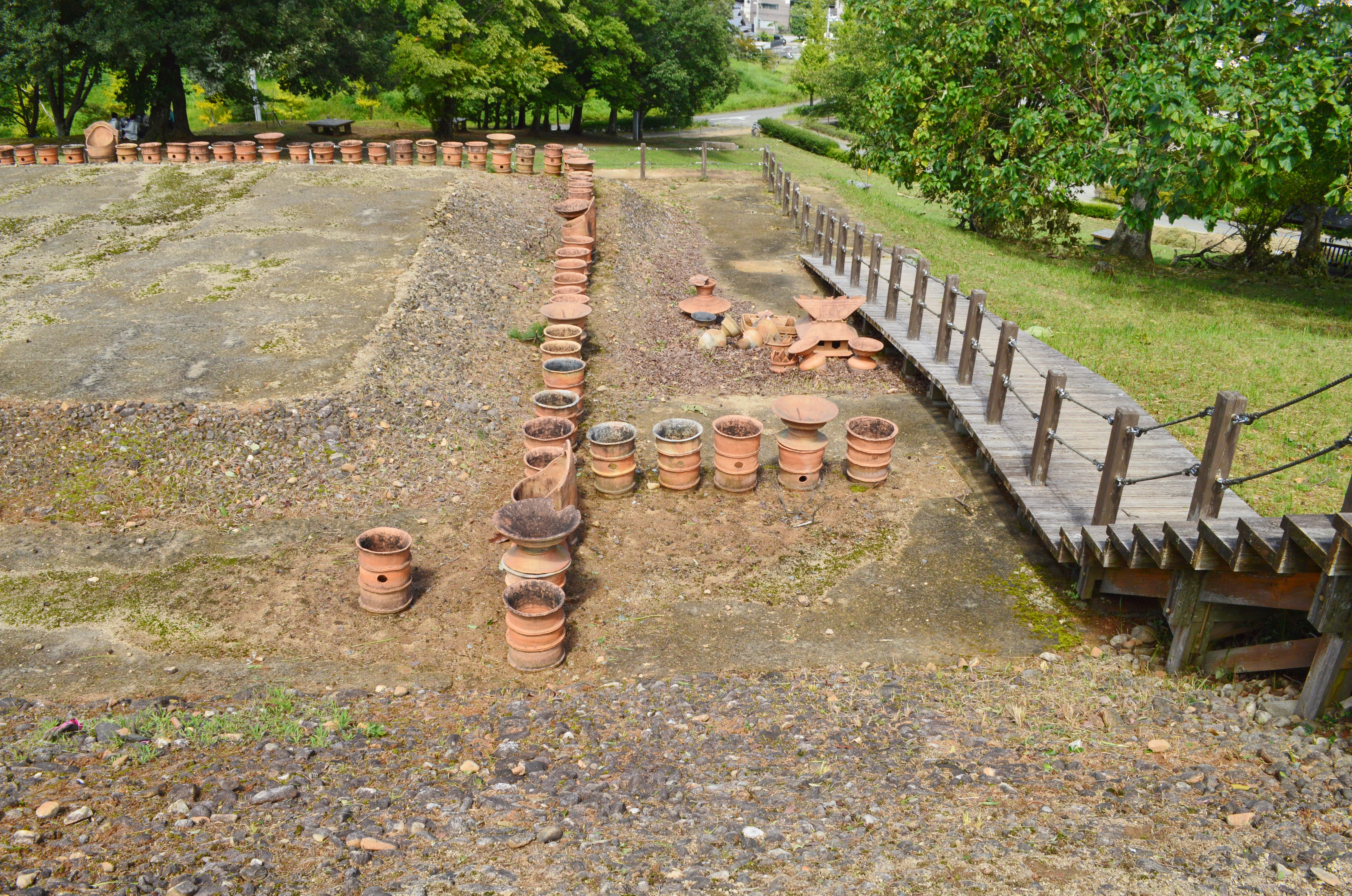
東裾部 奥に導水系囲形埴輪。
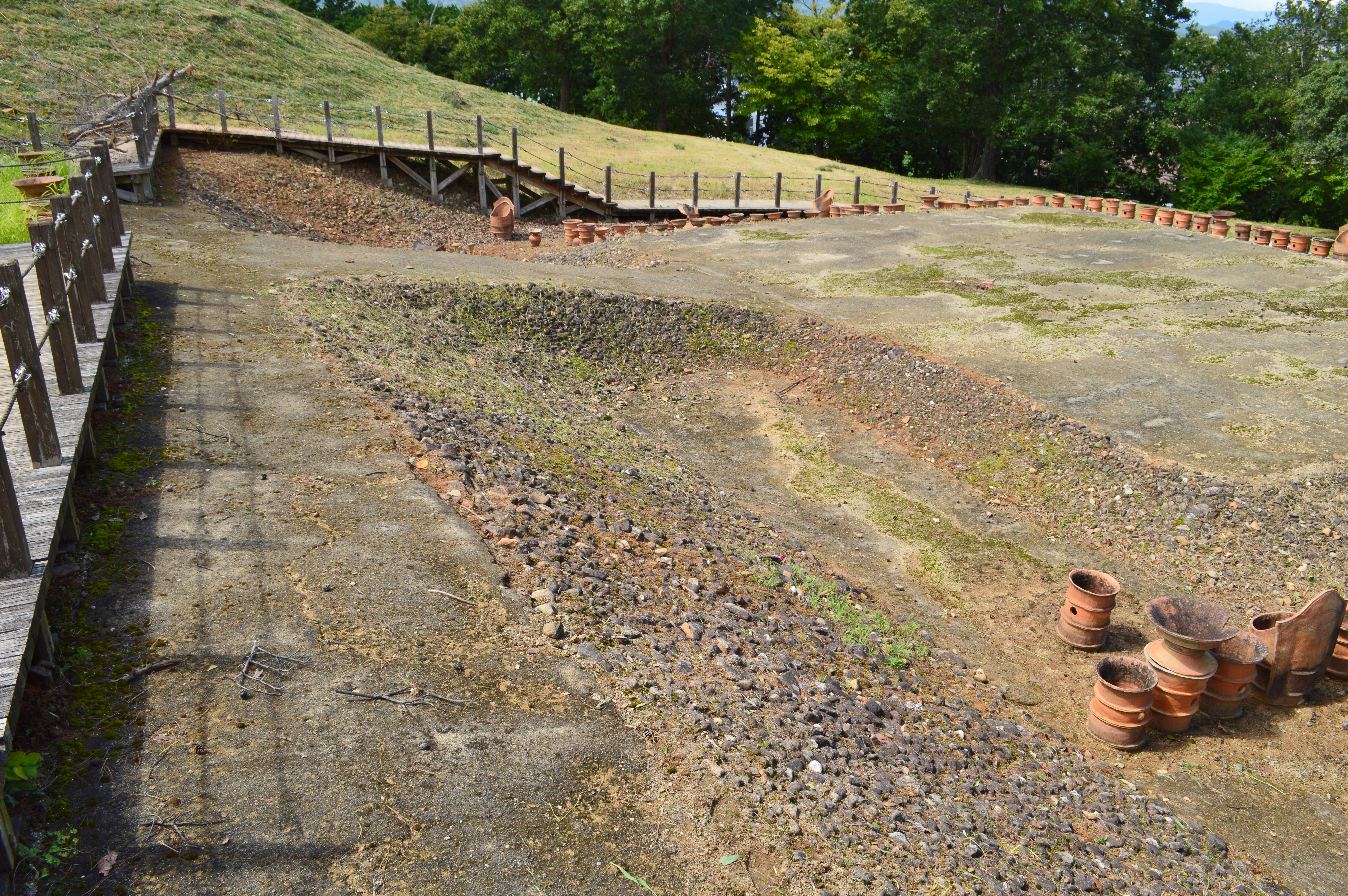
土橋

### 出土品

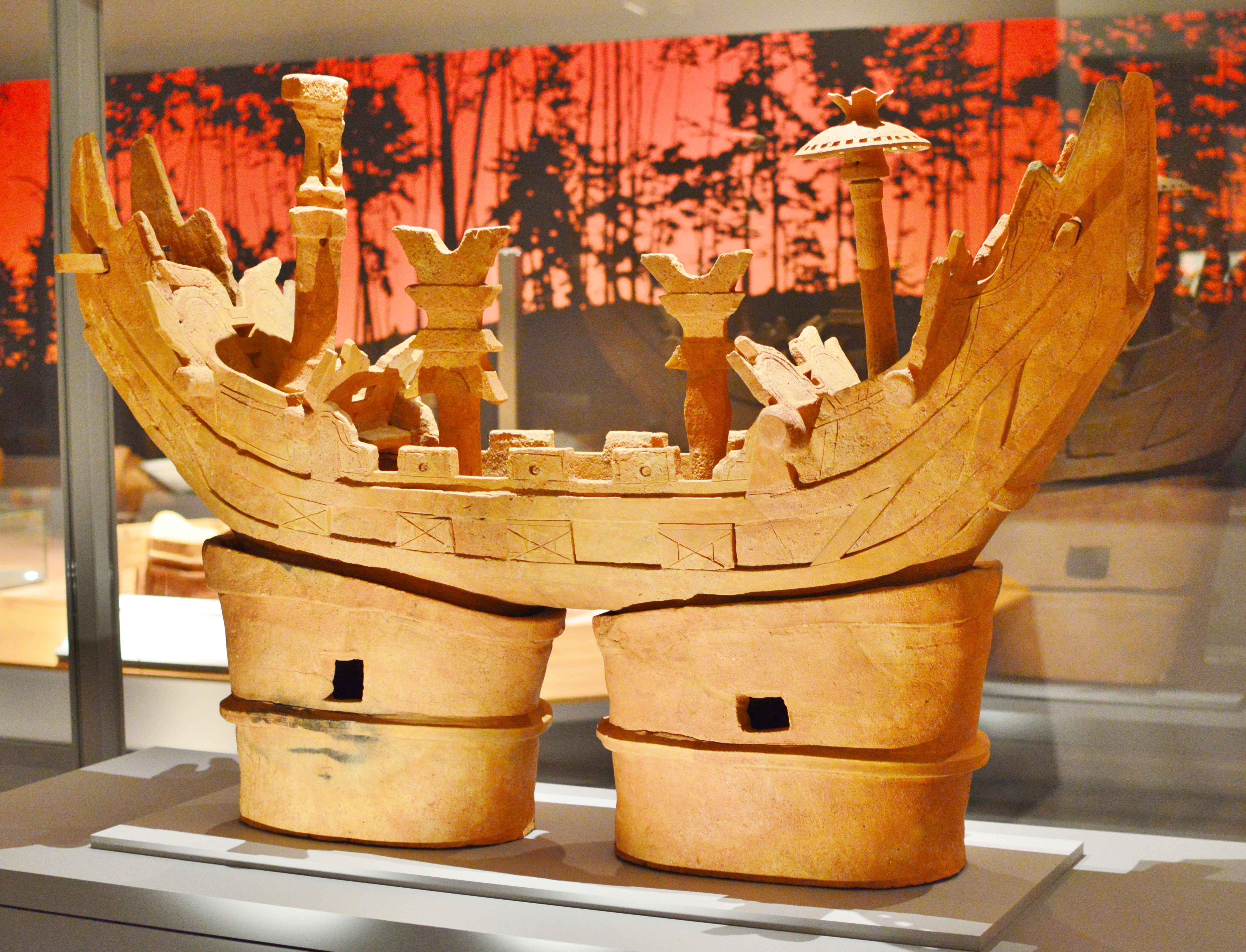
船形埴輪（1号船）左が推定船首側、右が推定船尾側。

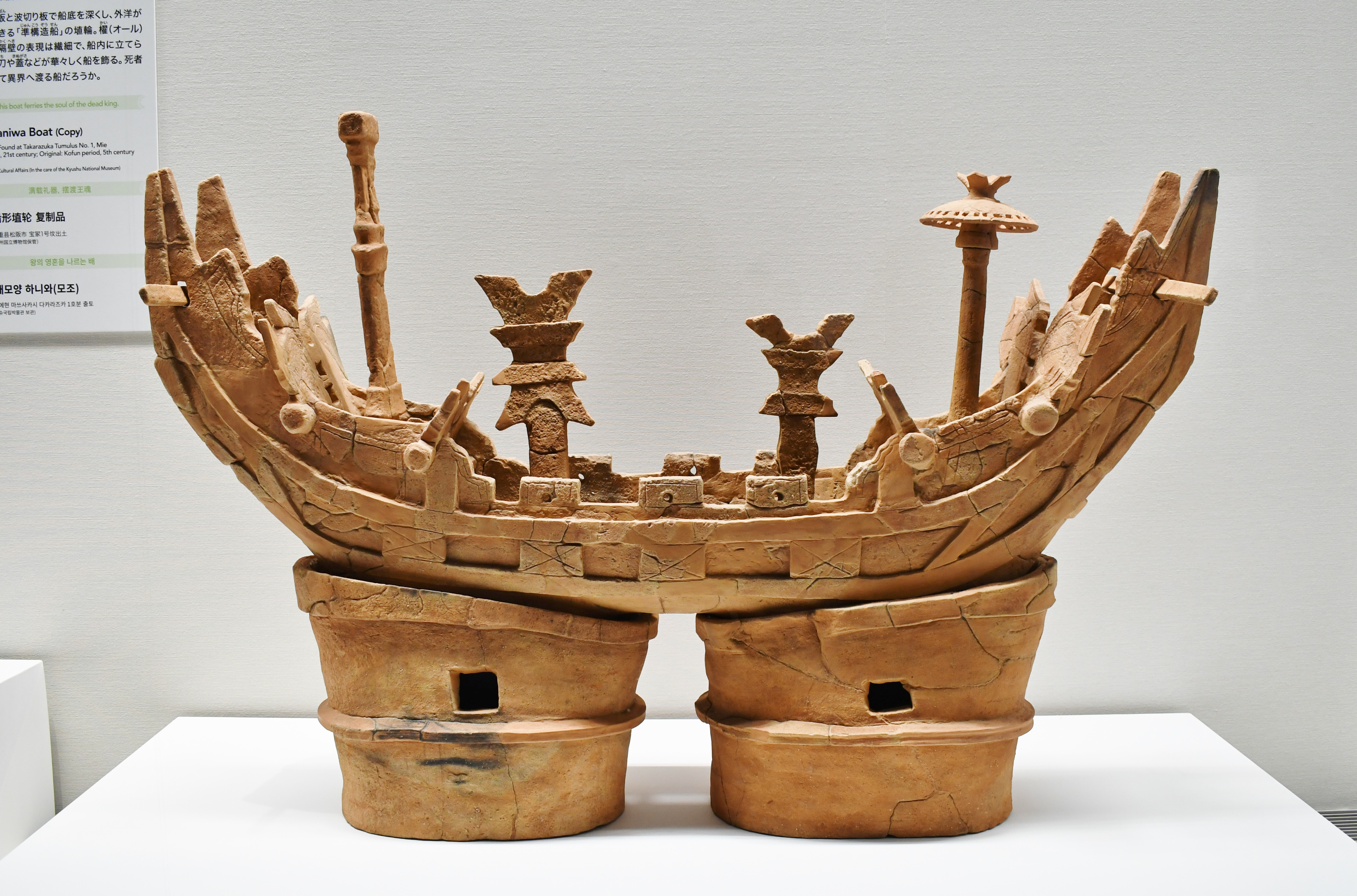
船形埴輪（1号船、模造）九州国立博物館特別展示時に撮影。

これまでの発掘調査で出土した遺物は次の通り。
船形埴輪
出島状施設と前方部をつなぐ土橋の東西両脇に1点ずつ（1号船・2号船）が配される。この船形埴輪の意味としては、被葬者の海上活動を表象する現実船説、被葬者の喪葬に伴う葬送船説がある。
1号船
宝塚1号墳の象徴的な埴輪で、土橋東裾に位置する。全長140センチメートル・高さ94メートルを測る大型船形埴輪で、長さの点では岡古墳（大阪府藤井寺市）出土埴輪に次ぐ全国第2位、高さの点では全国最大の規模になる。この埴輪は、地中に埋めた楕円形台座2基の上に船体がはめ込まれて据えられていた。船体は準構造船で、船首・船尾は大きく反り返る。船首・船尾には鰭飾り、舷側板頂部には櫂を固定するピボット3対、内部には仕切り板として装飾隔壁4個がそれぞれ付される。船内器財類としては、推定船首側（土橋側）から装飾隔壁・大刀・装飾隔壁・石見型立物（鑓の表現か）・不明器物（円孔のみ）・石見型立物・装飾隔壁・蓋・装飾隔壁が並ぶ。
東殿塚古墳（奈良県天理市）出土埴輪の線刻では船首側に大刀、船尾側に蓋が描かれており、同様の古墳時代の習俗を示すとして注目される。また三重県尾鷲市の二木島祭（三重県指定無形民俗文化財、近年は中止）の関船では、船首側に薙刀、船尾側にカサブキ・鉾が載せられており、その習俗との対応を指摘する説もある。
2号船
土橋西裾に位置する。船体中央部の破片のみの出土で、円筒埴輪に詰め込まれた状態で発見されたが、この詰め込みは後世の造作とされる。
| 囲形埴輪（左：導水、右：湧水）上段：外観下段：内部（左：樋形土製品、右：井戸状土製品）  |  | 囲形埴輪（左：導水、右：湧水）上段：外観下段：内部（左：樋形土製品、右：井戸状土製品） |
| 囲形埴輪（左：導水、右：湧水）上段：外観下段：内部（左：樋形土製品、右：井戸状土製品）  |  | 囲形埴輪（左：導水、右：湧水）上段：外観下段：内部（左：樋形土製品、右：井戸状土製品） |
| 囲形埴輪（左：導水、右：湧水）上段：外観 下段：内部（左：樋形土製品、右：井戸状土製品） |  |                                                                                        |

囲形埴輪
船形埴輪とともに宝塚1号墳を象徴する埴輪。出島状施設の東西両裾に導水施設型1点・湧水施設型2点の計3点が配される。南郷大東遺跡（奈良県御所市）で確認された導水施設や、伊勢神宮外宮（伊勢市豊川町）の上御井神社・下御井神社の社殿構成との対応が指摘される。
壺形埴輪・円筒埴輪
墳丘上で列状に配され、墳丘を囲繞する。これらは大量に出土し、1号墳以前の南伊勢の古墳とは一線を画する様相になる。
壺形埴輪は、二重口縁壺形埴輪・鍔付壺形埴輪の2種。二重口縁壺形埴輪は全て出島状施設に樹立される。二重口縁壺形埴輪は在地的要素であり、鍔付壺形埴輪は大和・河内的要素（外来的要素）になる。
円筒埴輪は、二条突帯三段構成・三条突帯四段構成の2種。二条突帯三段構成埴輪は鍔付壺形埴輪と組み合わされて使用され、三条突帯四段構成埴輪は単独で使用された。また円筒埴輪のごく一部には、5世紀前半の河内地域の特徴を有する高い技術レベルの埴輪が認められており、同地の工人が技術指導にあたった可能性が指摘される。
家形埴輪
出島状施設や前方部上に配される。多くは高床入母屋形式。一部には鰭飾、斗束、鰹木の表現もみられる。
柱状埴輪（柵形埴輪/塀形埴輪）
主墳丘・出島状施設に配される。2点1対で配され、門柱の表象と推定される。
器財埴輪
上記以外の器財埴輪として、盾形埴輪、靫形埴輪、甲冑形埴輪、蓋形埴輪、冠形埴輪、高坏形埴輪、鳥形埴輪が出土している。
土器・土製品
土師質の土器・土製品として、前方部端部から胴部穿孔小型壺・S字甕片、出島状施設周辺からミニチュア鳥形土製品片（埴輪付属品か）・食物形土製品片、後円部墳頂からミニチュア高坏形土製品・笊形土製品が出土している。

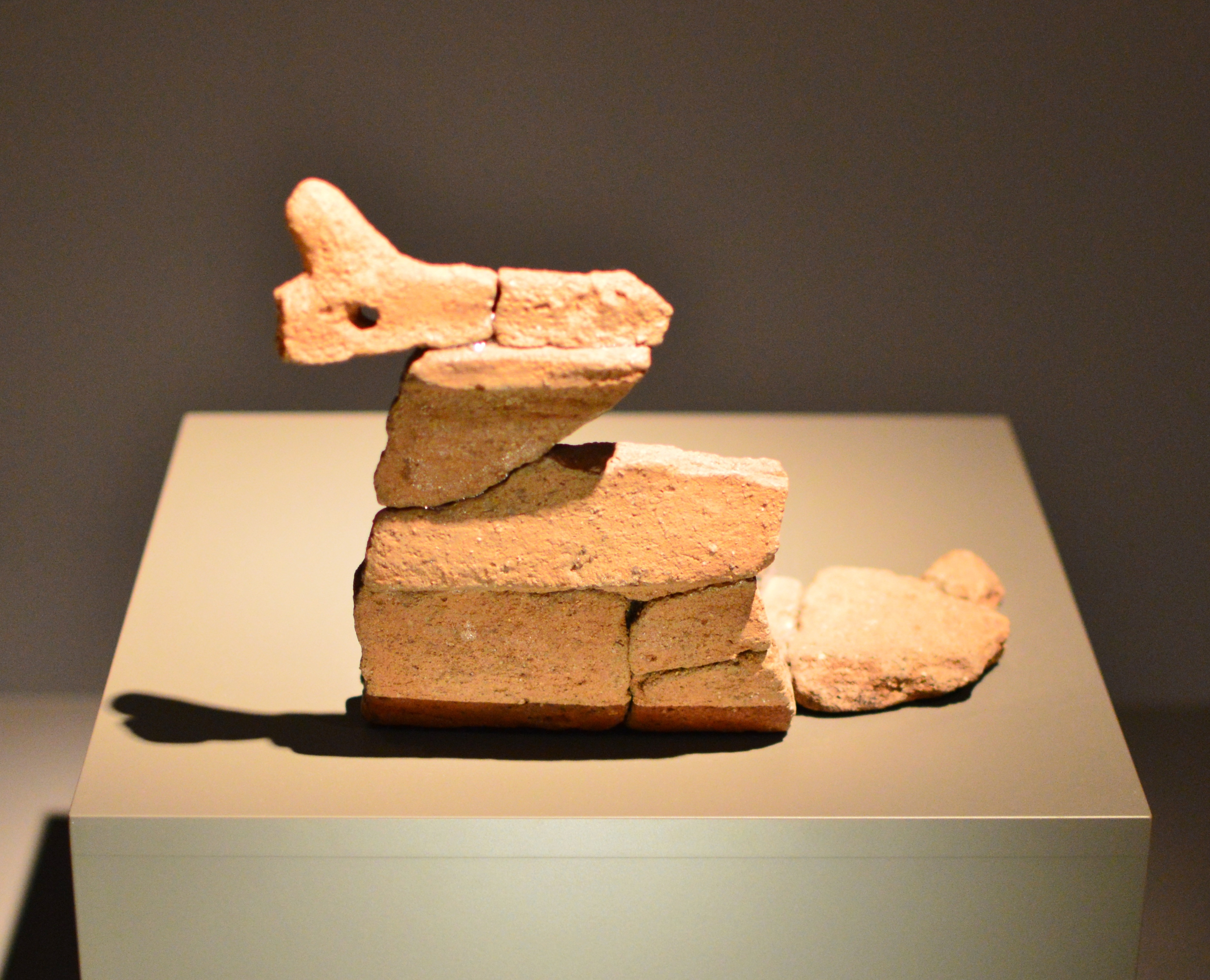
船形埴輪（2号船） 松阪市文化財センター（はにわ館）展示（他画像も同様）。
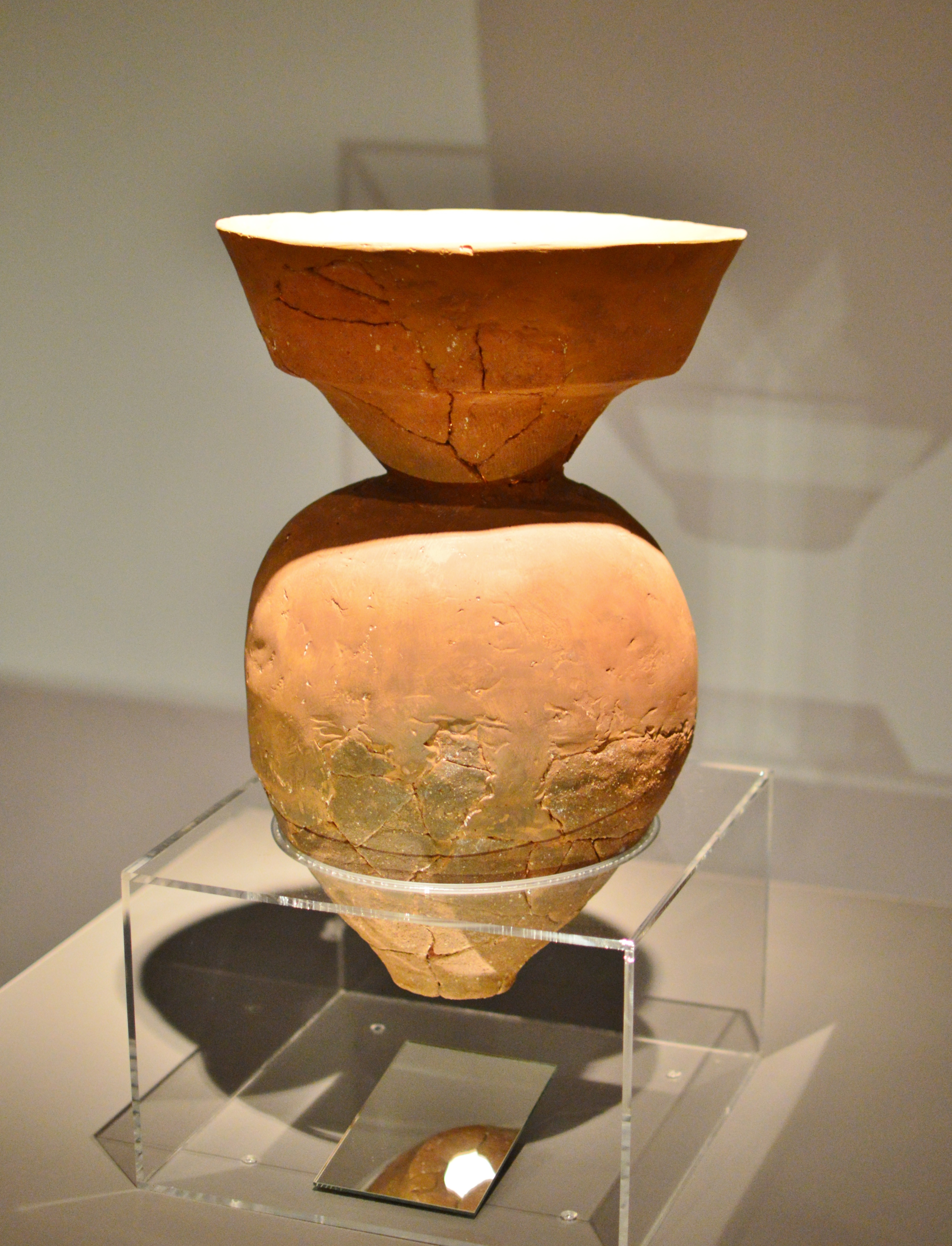
二重口縁壺形埴輪
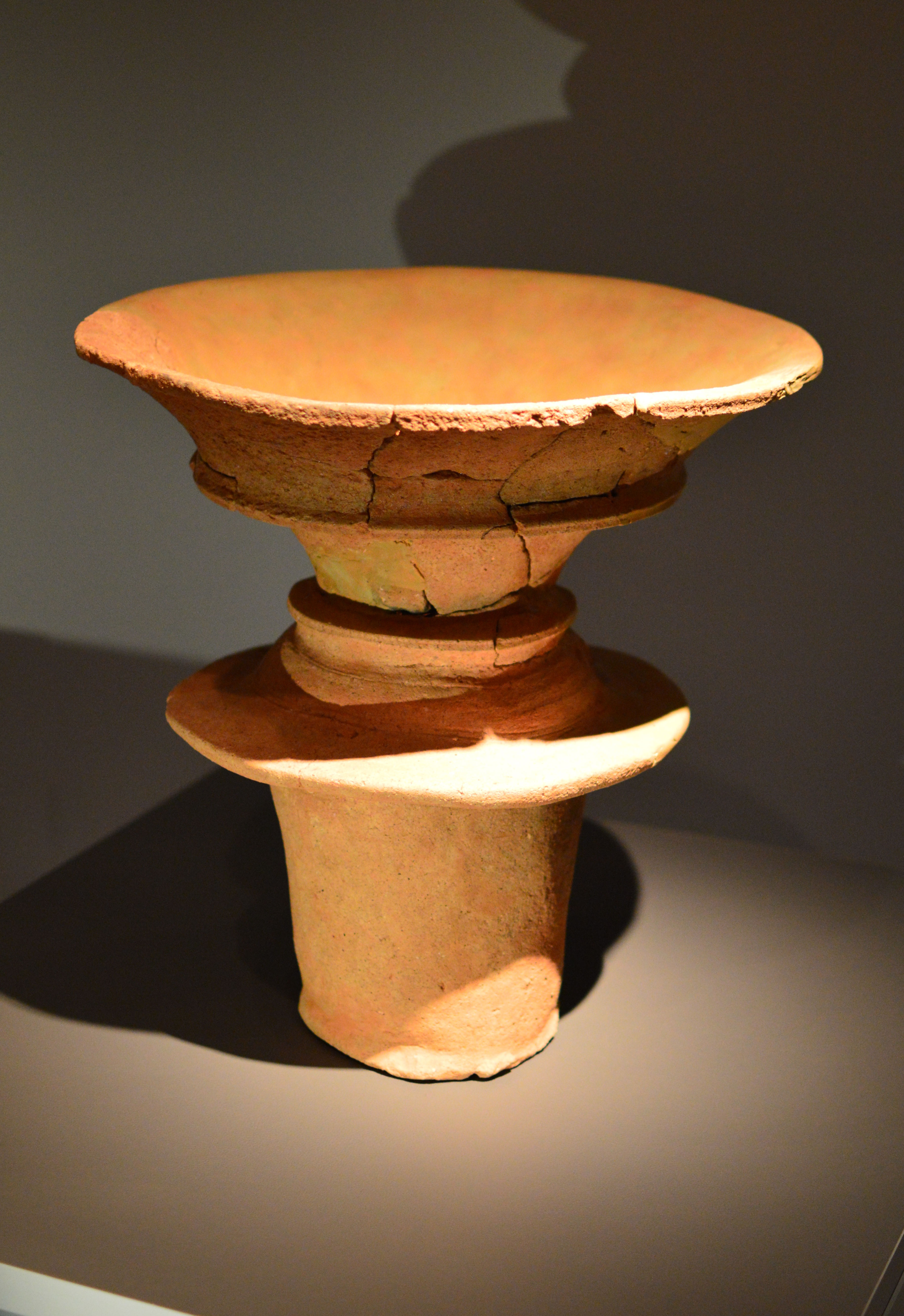
鍔付壺形埴輪
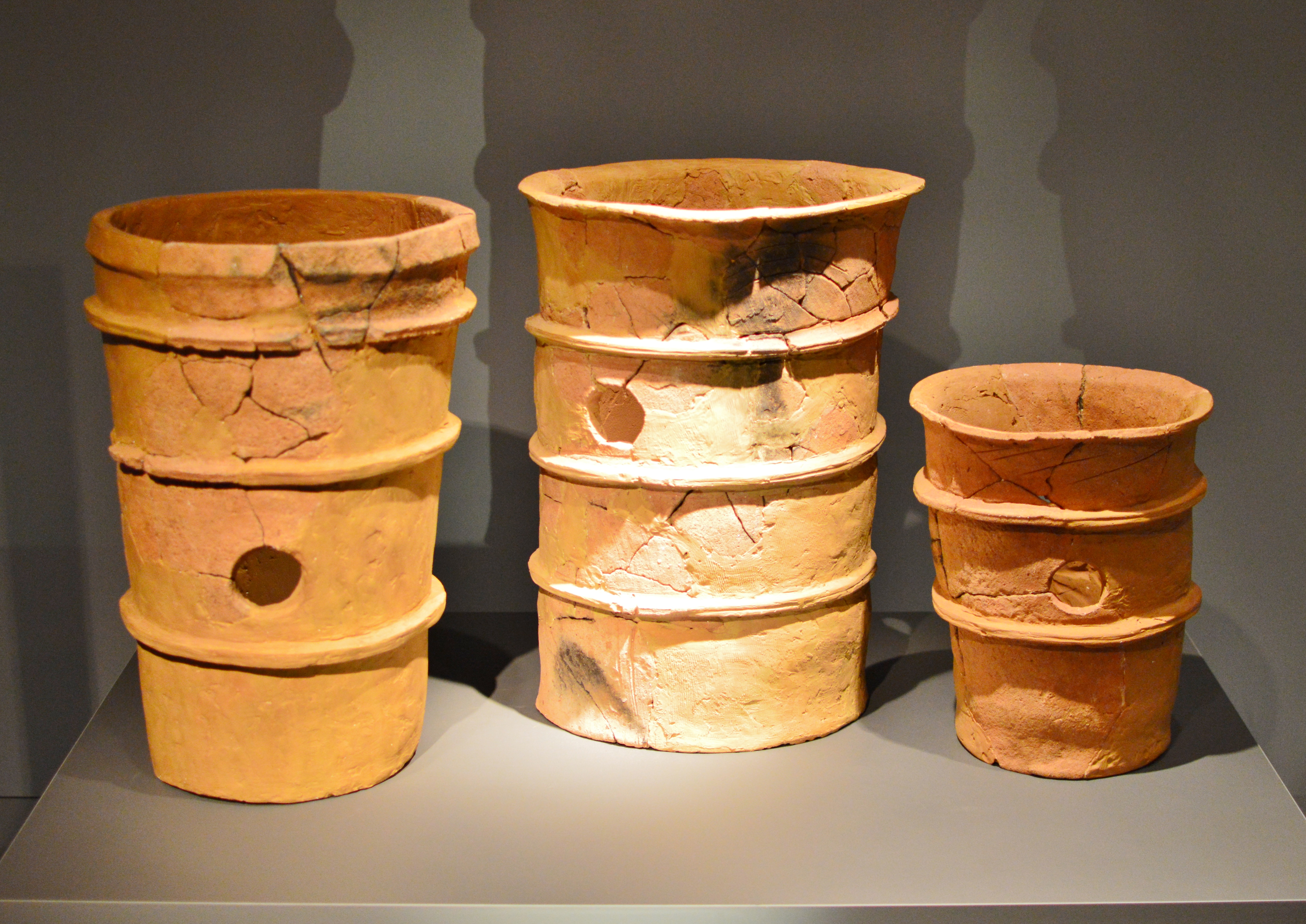
円筒埴輪
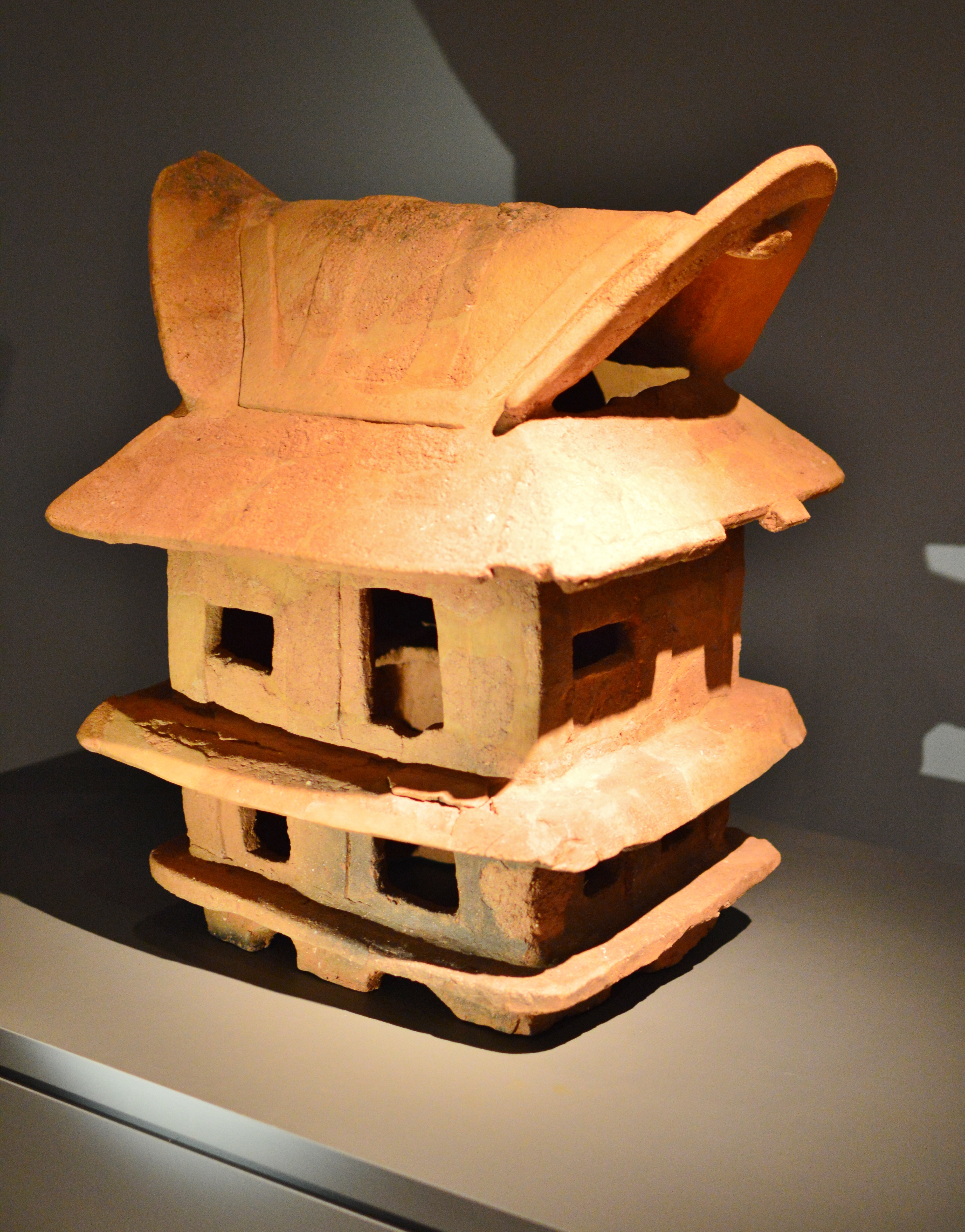
家形埴輪
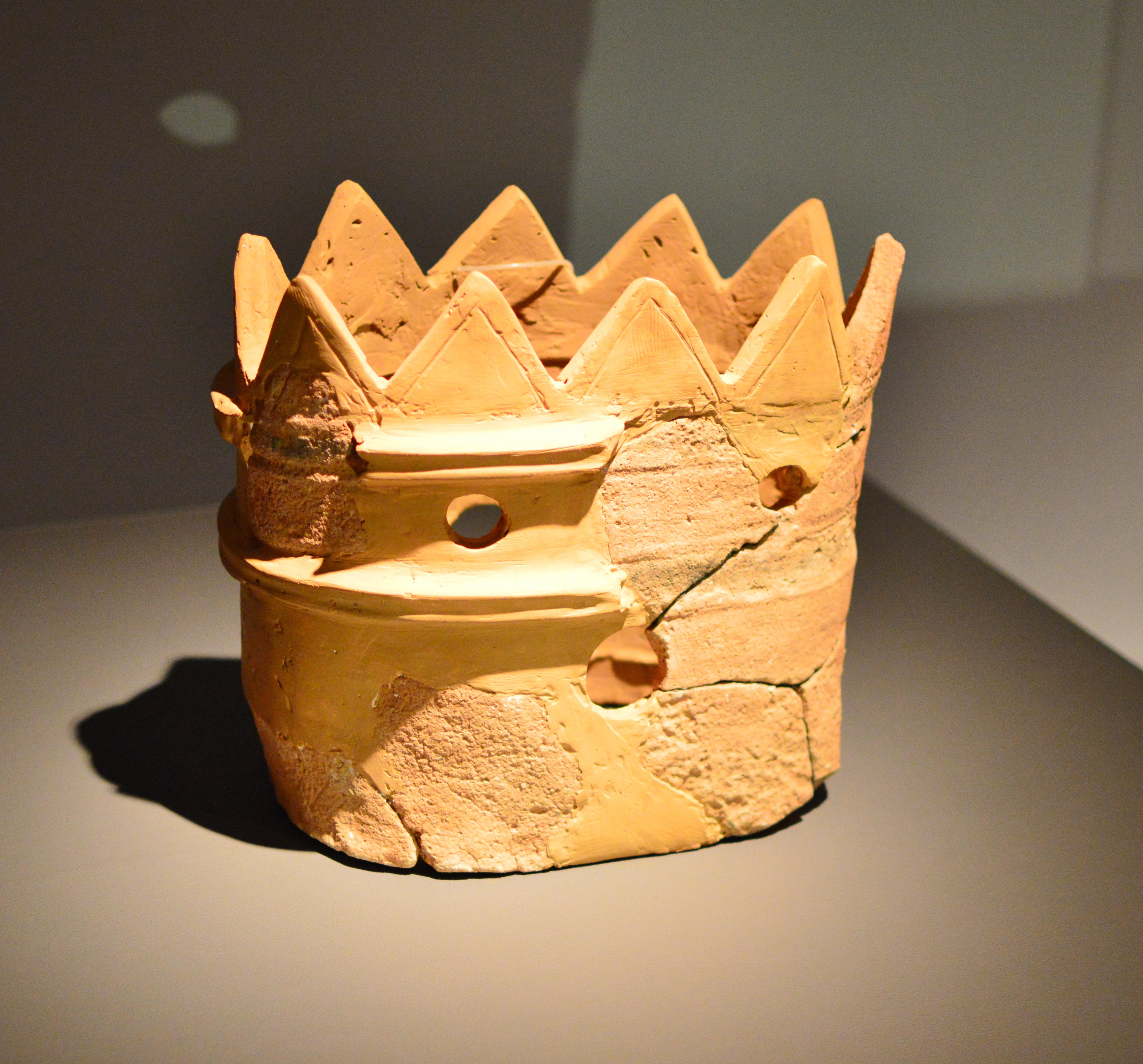
柱状埴輪
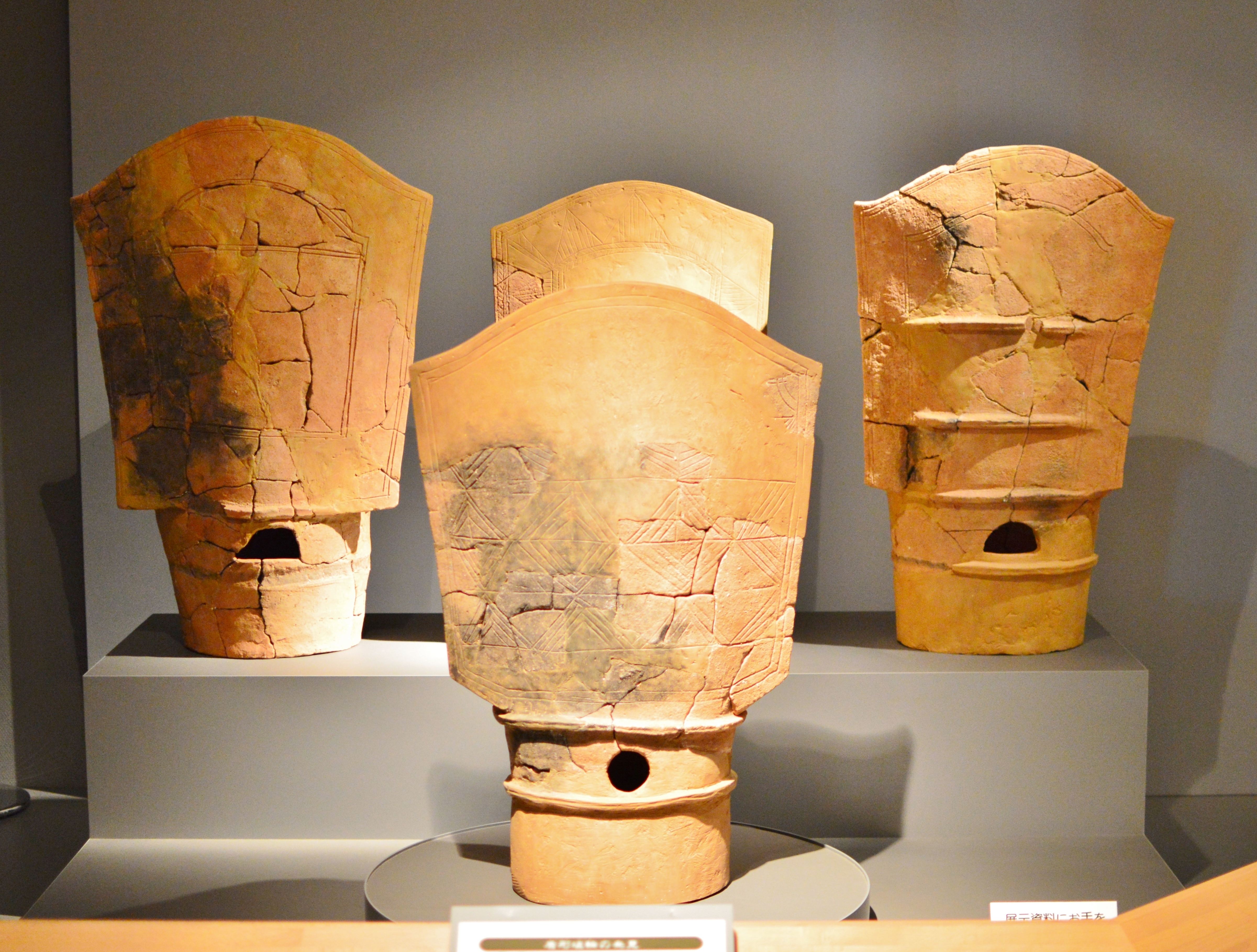
盾形埴輪（主墳丘出土）
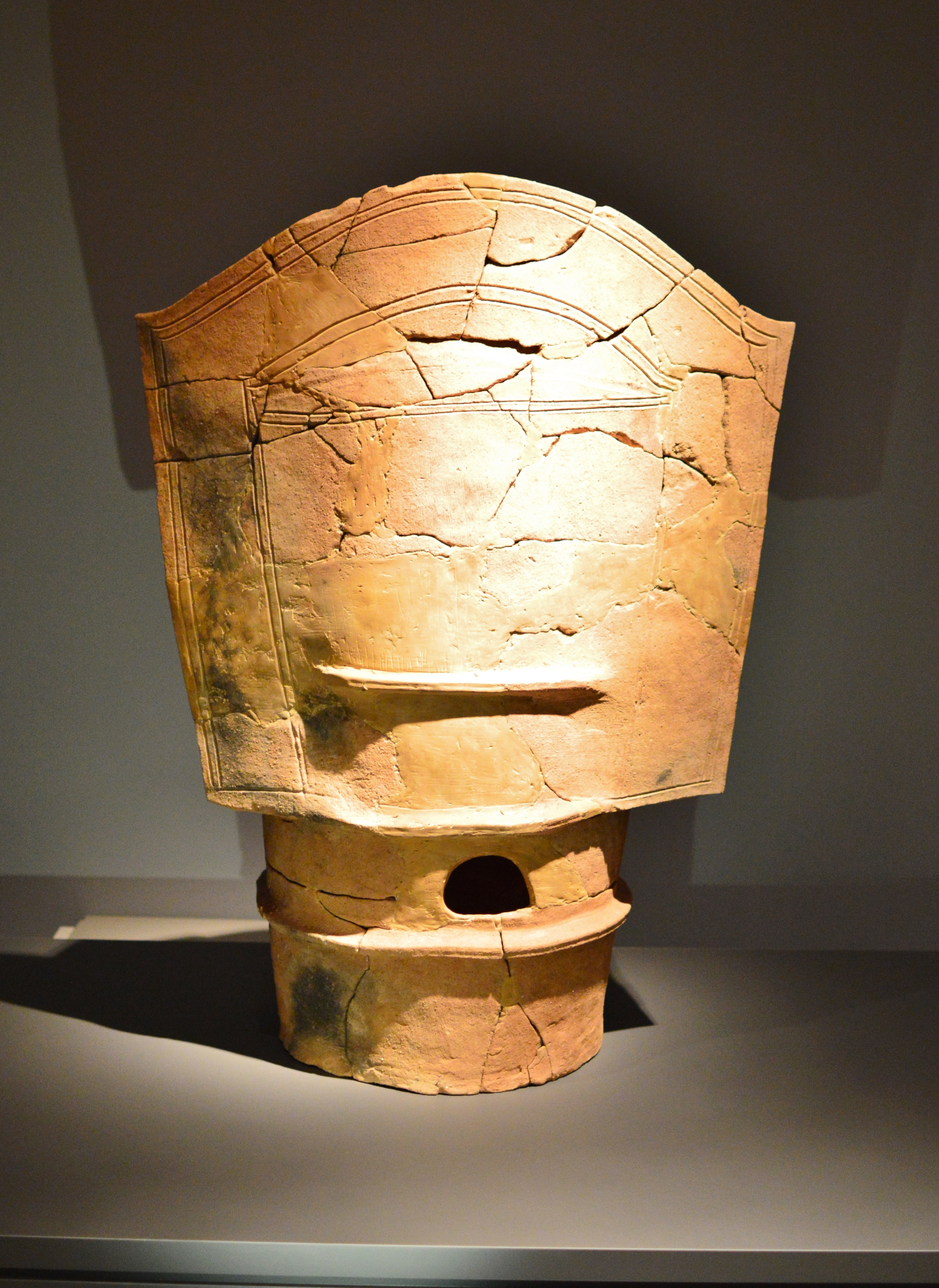
盾形埴輪（出島状施設出土）
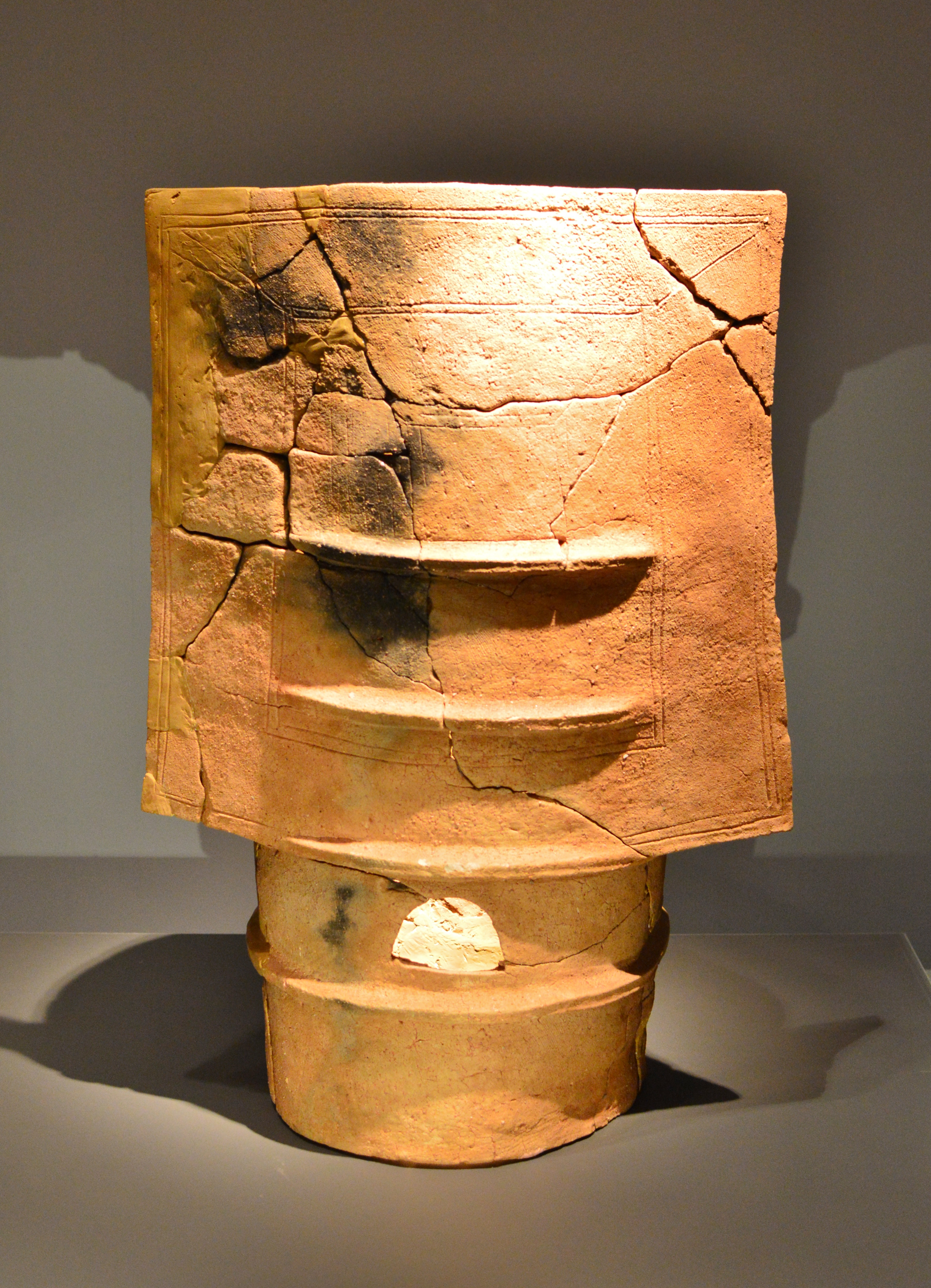
埴輪棺
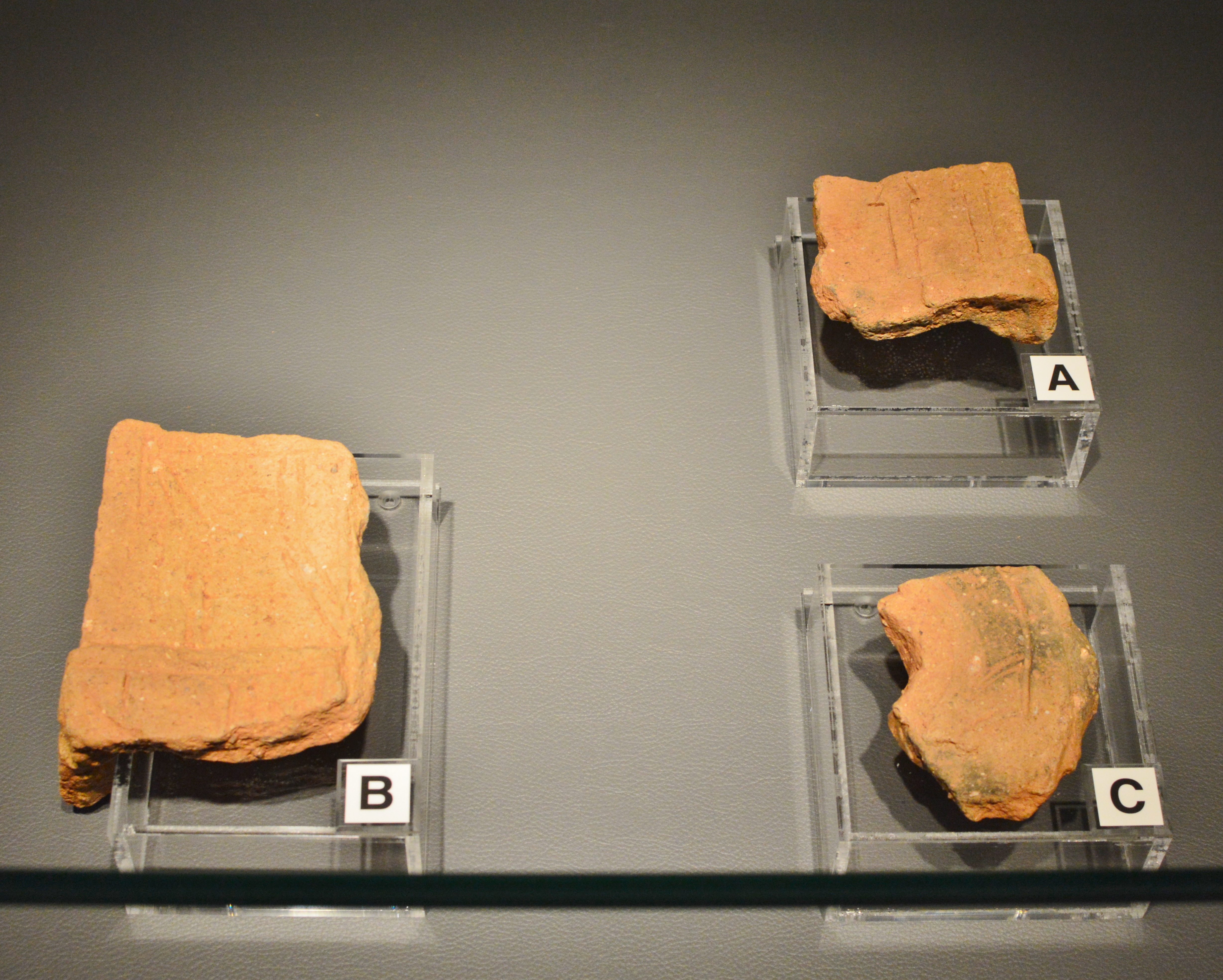
靫形埴輪
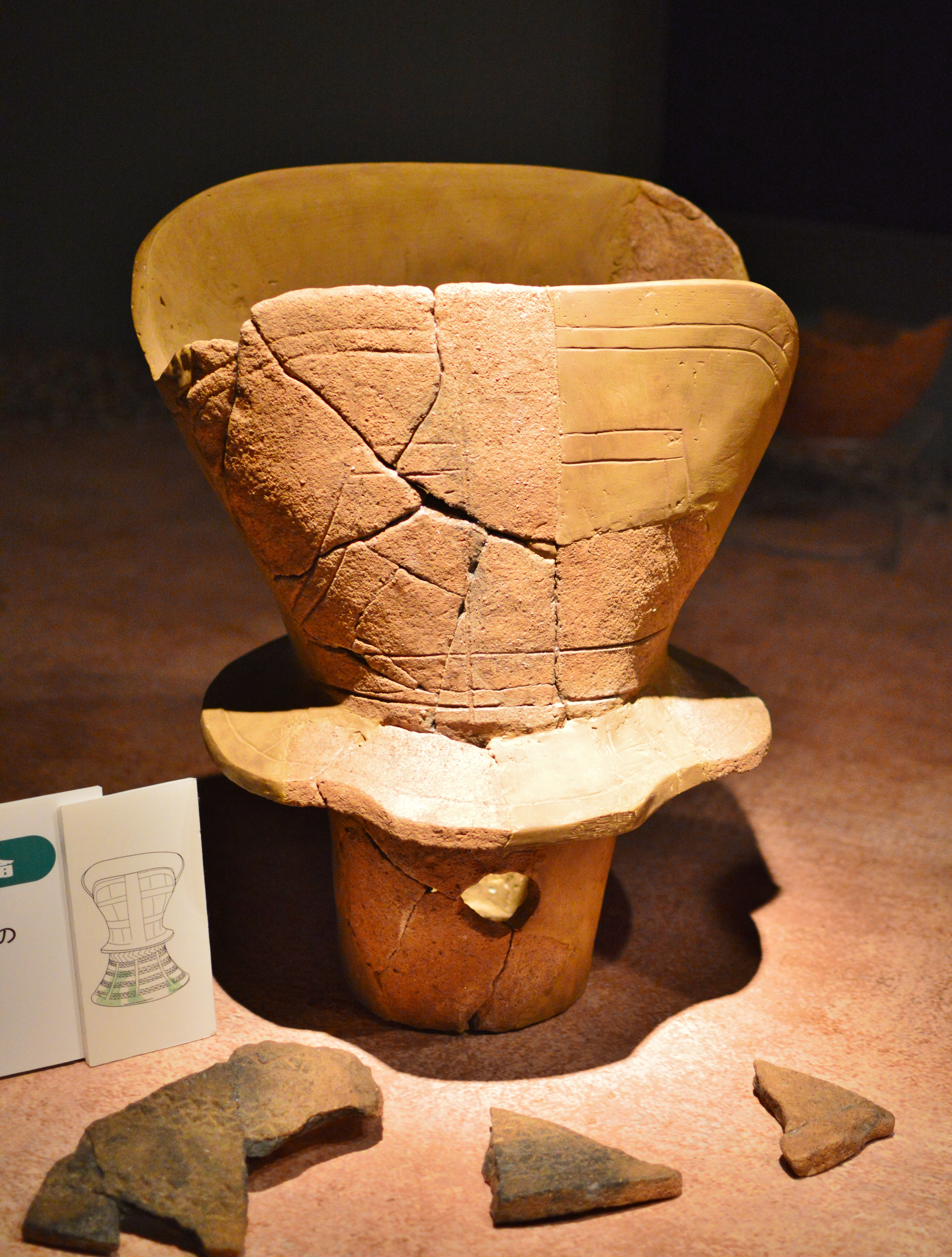
草摺形埴輪
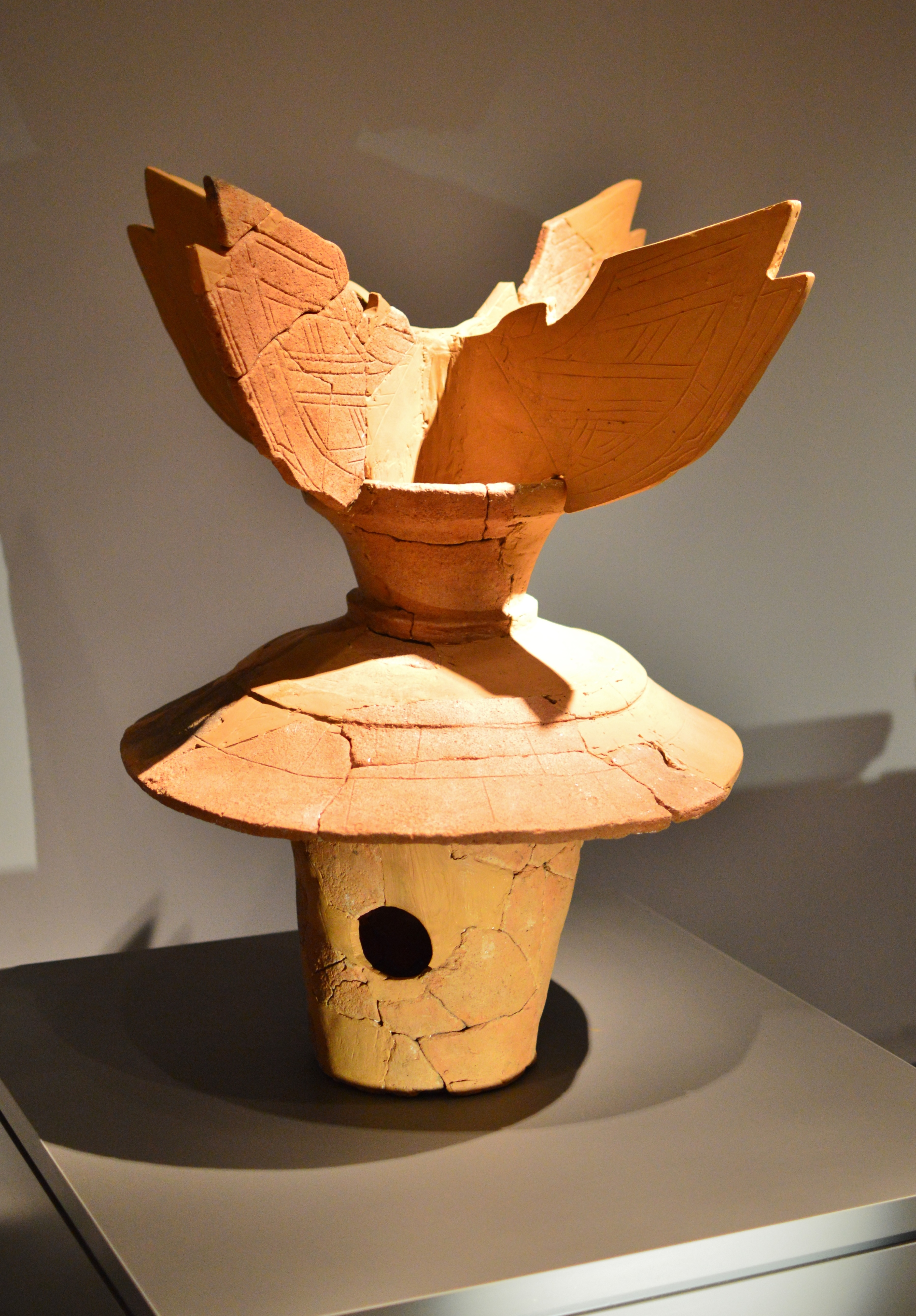
蓋形埴輪
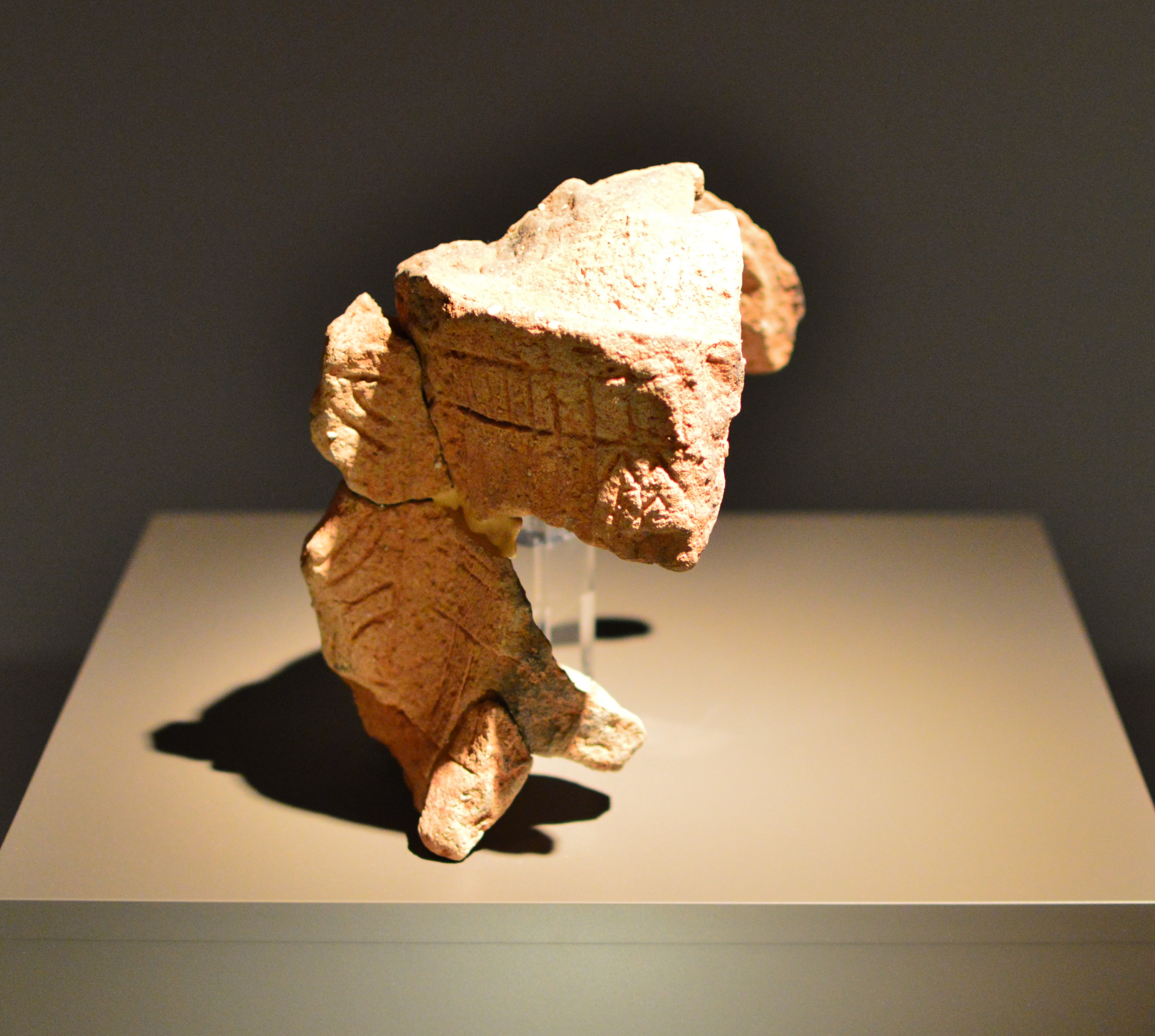
冠形埴輪
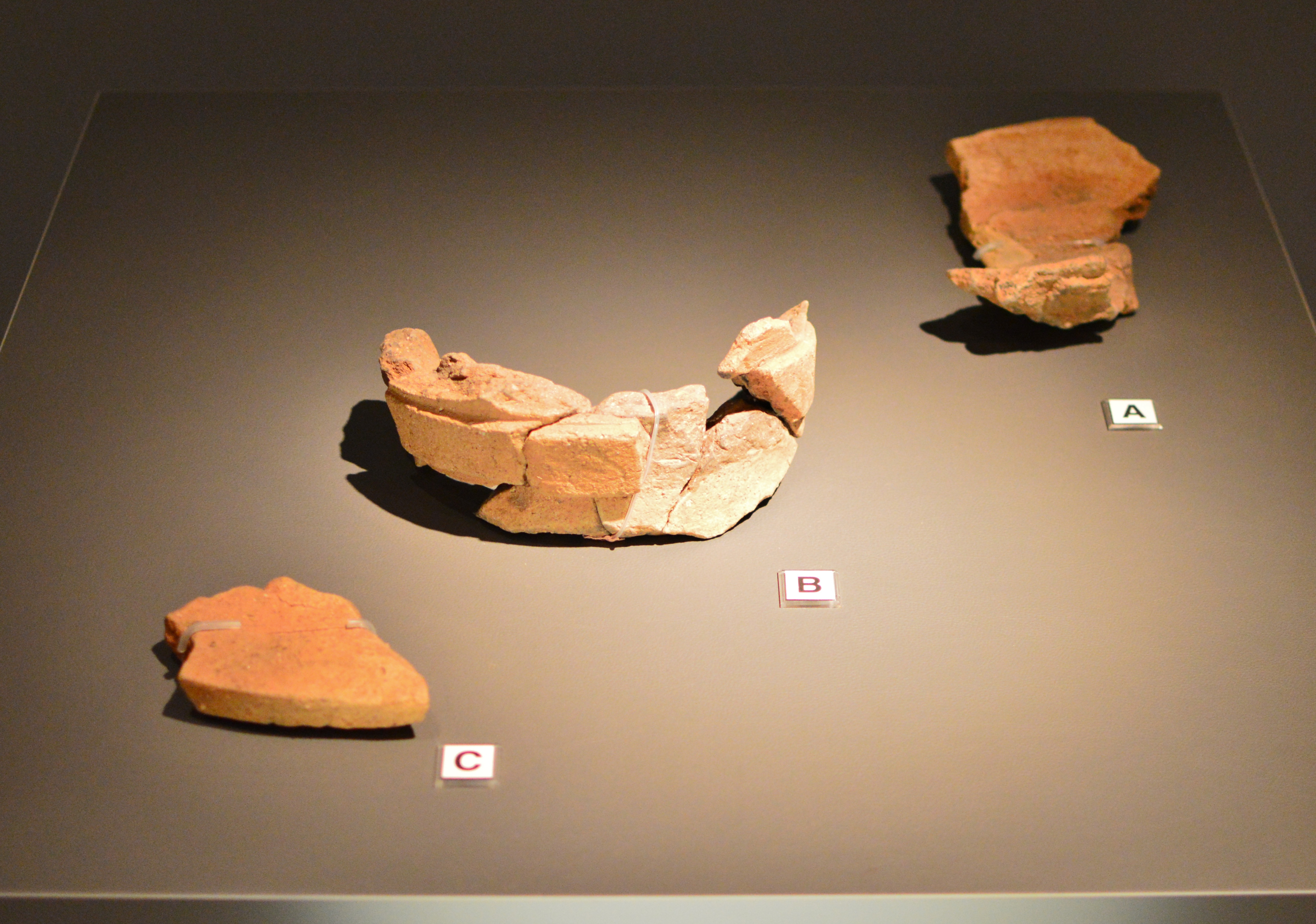
高坏形埴輪
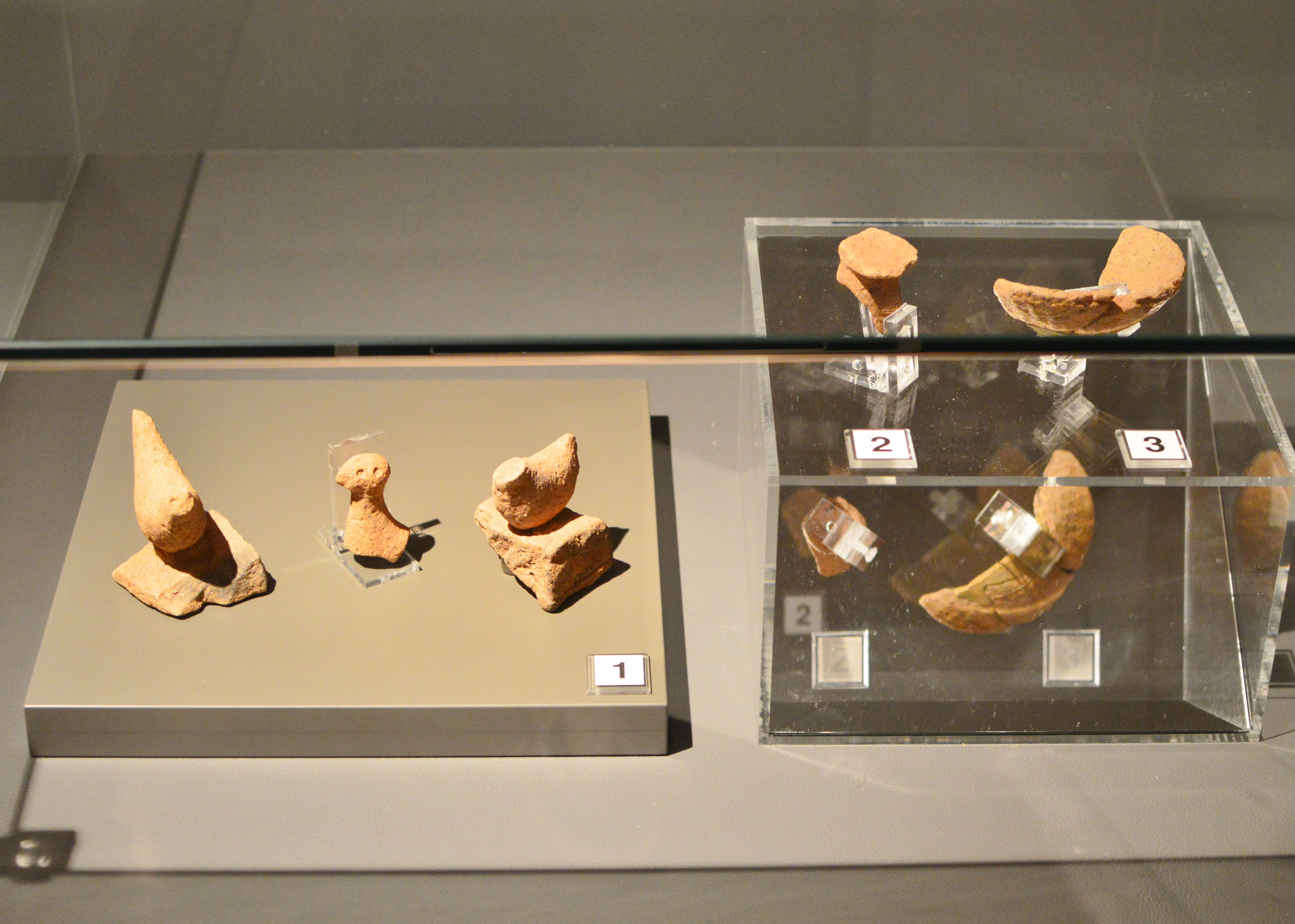
ミニチュア土製品

## 2号墳
宝塚2号墳は、1号墳の北方に位置する。形状は帆立貝形古墳。2001-2003年度（平成13-15年度）に松阪市教育委員会による発掘調査が実施されている。

### 概要
墳形は、前方部が短小な帆立貝形の前方後円形（または造出付き円墳）で、前方部を南南東方（1号墳の方角）に向ける。墳丘は後円部が3段築成、前方部が2段築成で、前方部の一部（東隅）は道路工事の際に削平されている。墳丘外表では葺石・埴輪が確認されている。埴輪のうちでは1号墳でみられる壺形埴輪は無くなり、代わって朝顔形埴輪（壺形埴輪と円筒埴輪が一体化したもの）が使用される。埋葬施設は未調査のため明らかでない。
築造時期は、古墳時代中期の5世紀前半頃と推定される。築造時期・規模の点で1号墳の後代首長墓に位置づけられるが、この2号墳以降の伊勢地方首長墓は規模が大きく縮小する様相になる。

### 墳丘
墳丘の規模は次の通り。
- 墳丘長：約90メートル
- 後円部 - 3段築成。
  - 直径：83メートル
  - 高さ：10.5メートル
- 前方部 - 2段築成。
  - 長さ：17メートル
  - 幅：39-40メートル
  - 高さ：2.9メートル

1号墳と2号墳を比較した場合、墳形の点では帆立貝形（2号墳）は前方後円形（1号墳）より格下とされる。一方で後円部直径・高さの点では2号墳の方が大きく、かつ築成の点では1号墳は地山主体であるのに対して2号墳は盛土主体であるため、築造の労力は1号墳に匹敵するとされる。
また築造企画としては、1号墳・2号墳には同じ基準尺の使用が推定され、立地的にも1号墳の地割の延長上に2号墳の地割が収まる点が指摘される。

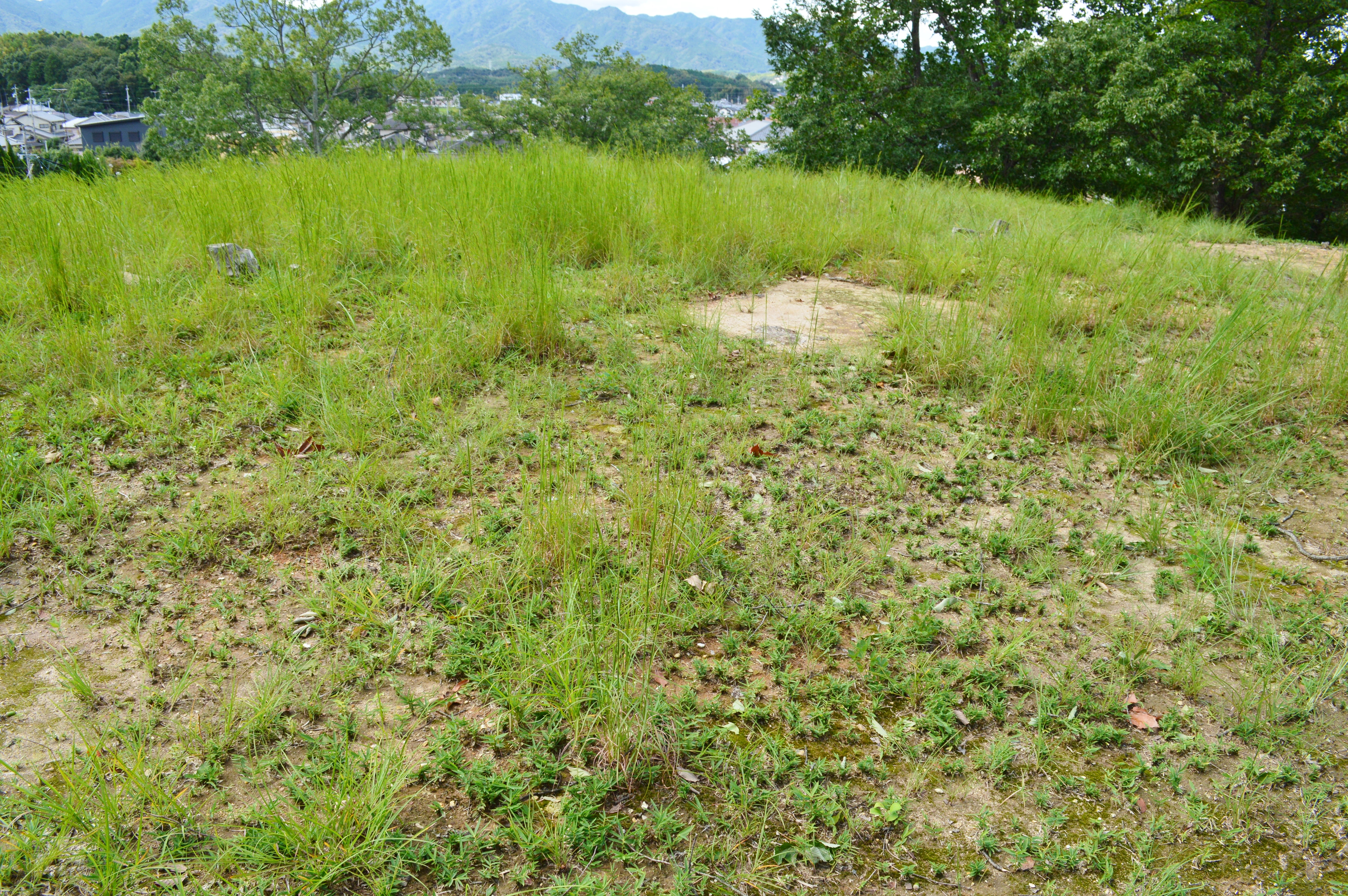
後円部墳頂
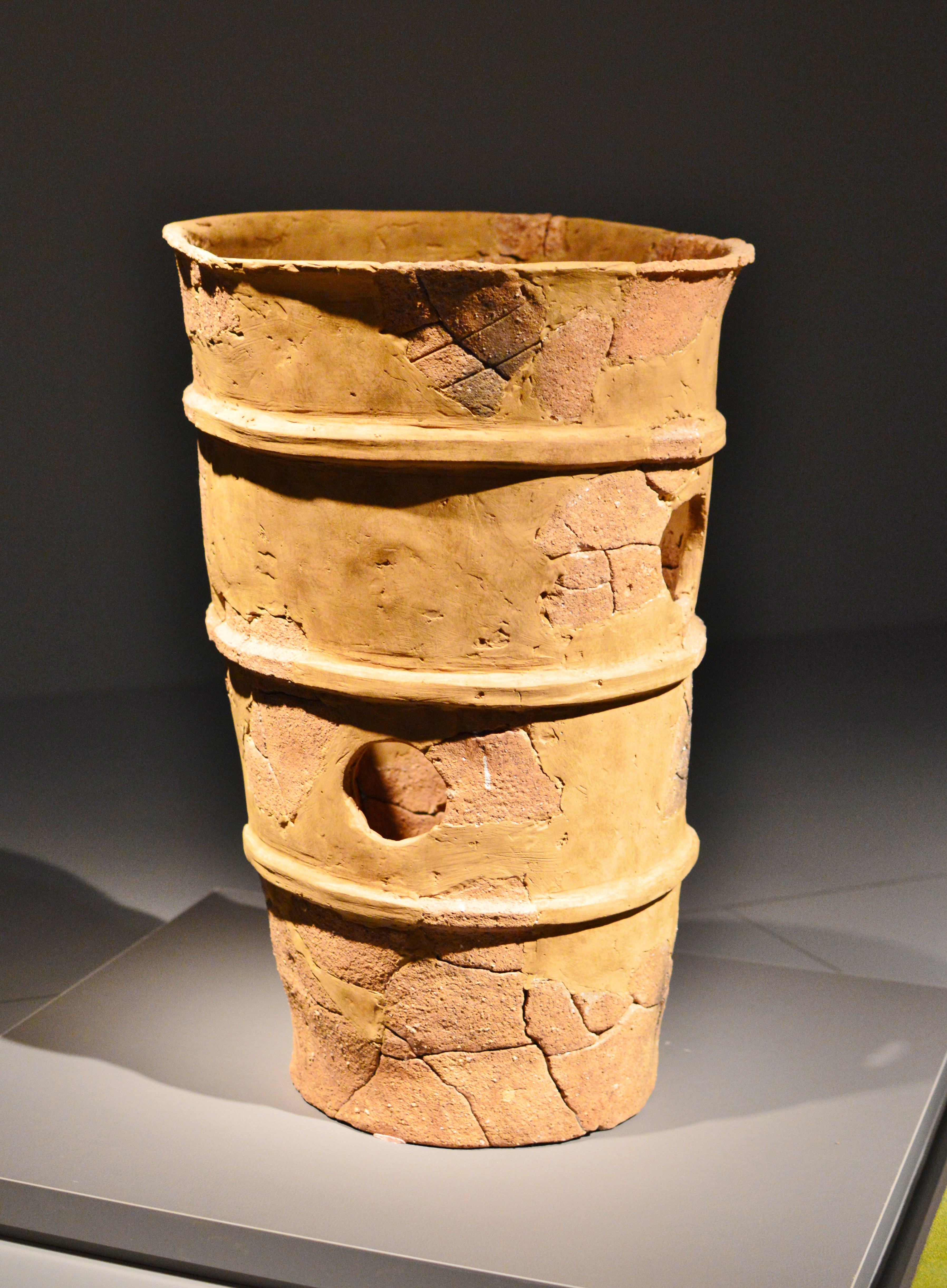
円筒埴輪 松阪市文化財センター（はにわ館）展示。
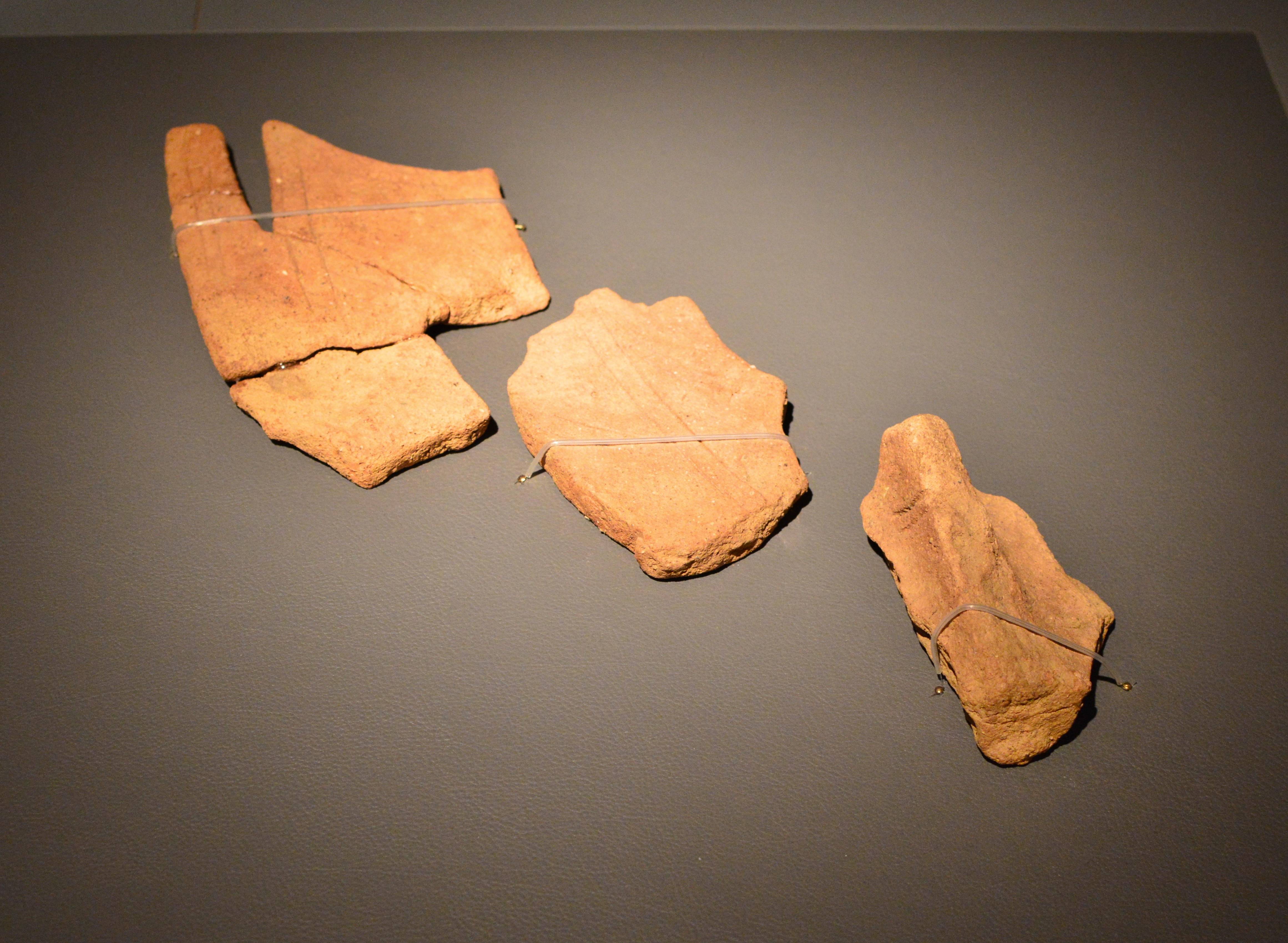
蓋形埴輪 松阪市文化財センター（はにわ館）展示。

## その他
一帯では1号墳・2号墳のほかに4号墳が遺存するが、かつては88基の古墳があったとされる。その中の1基は前方後円墳であったとされ、1号墳・2号墳と並び首長系譜上にあった可能性が指摘される。

## 文化財

### 国宝
- 三重県宝塚一号墳出土埴輪（考古資料） - 明細は以下。松阪市文化財センター保管。2006年（平成18年）6月9日に国の重要文化財に指定[7]、2011年（平成23年）6月27日員数訂正[12][注 2]、2024年（令和6年）8月27日に国宝に指定[13][14]。
  - 船 1点 - 造り出し出土。
  - 囲 3点
  - 家 4点
  - 附 埴輪残欠 262点
  - 附 土器・土製品 8点

### 国の史跡
- 宝塚古墳 - 1932年（昭和7年）4月25日指定、1978年（昭和53年）9月18日に史跡範囲の追加指定[6]。

## 関係施設
- 松阪市文化財センター（はにわ館）（松阪市外五曲町） - 宝塚古墳の出土品を展示。

## 関連文献
（記事執筆に使用していない関連文献）
- 「宝塚古墳」『三重県史』 資料編 考古1、三重県、2005年。
- 『三重県松阪市宝塚町・光町所在 史跡宝塚古墳 -保存整備事業に伴う宝塚1号墳・宝塚2号墳調査報告-』松阪市教育委員会〈松阪市埋蔵文化財報告書1〉、2005年。
- 『史跡宝塚古墳保存整備報告書』松阪市教育委員会、2006年。